# Monster Rancher (serie animata)
Monster Rancher (モンスターファーム?, Monsutā Fāmu) è un anime basato sull'omonima serie di videogiochi. Venne prodotto dalla Tokyo Movie Shinsha nel 1999 e messo in onda dalla Tokyo Broadcasting System tra il 1999 e il 2000.
La serie consta in totale di settantatré episodi, nonostante inizialmente ne fossero previsti solo quarantotto. In Italia è stata trasmessa a partire dal 12 febbraio 2001 su Rai Due, con un totale di 71 dei 73 episodi trasmessi (sono inediti gli episodi 36 e 47).

## Trama
Un ragazzino di nome Genki Sakura vince, a un torneo di King of Monster Tournament, il famoso videogioco Monster Rancher, non ancora immesso sul mercato. All'ultimo giorno di scuola prima delle vacanze estive Genki ha delle visioni del mondo di Monster Rancher come se fosse reale e, finita la scuola, il ragazzino passa a recuperare dalla cassetta della posta il videogioco Monster Rancher desideroso di provarlo. Proprio nello stesso momento, nel mondo di Monster Rancher, una ragazza di nome Holly, in compagnia del mostro occhiuto Suezo, scappa da un gruppo di mostruosi dinosauri, i Black Dino, per appropriarsi della pietra del mistero che essi hanno recuperato. Suezo, per tentare di rallentarli, getta degli sputi, uno dei quali oltrepassa lo schermo colpendo Genki, che ne rimane sbigottito. 
Holly e Suezo giungono infine alle rovine di un tempio, dove posizionano il disco di pietra sull'altare e contemporaneamente Genki inserisce il CD e il joystick comincia a brillare di una intensa luce azzurra. Genki e Holly azionano contemporaneamente l'interruttore e Genki, avvolto da un fascio di luce, viene risucchiato dallo schermo finendo catapultato nel mondo di Monster Rancher e materializzandosi davanti a Holly e Suezo. Le presentazioni vengono comunque rimandate poiché i Black Dino hanno fatto irruzione nel tempio. Genki, servendosi dei suoi pattini, riesce a trarre in salvo Holly, seguita da Suezo, accampandosi in un bosco nelle vicinanze del tempio. Giunta la notte Genki esulta di felicità per essere giunto nel mondo di Monster Rancher, avendo sempre avuto il presentimento che quel mondo esistesse davvero. Holly intuisce quindi che il suo mondo e quello di Genki si sono in qualche modo collegati. 
Holly spiega quindi che nel suo mondo esiste un'entità malvagia, chiamata Moo, che recupera ogni disco del mistero sparso per il mondo per trasformarli in Monster malvagi e obbligarli a servirlo, creando così un grande esercito finalizzato a consentirgli di dominare il mondo. Holly sostiene che l'unico Monster che può fermarlo è la Fenice, che col suo potere può purificare tutti i Monster malvagi. Genki rifiuta categoricamente di tornare nel suo mondo e giura che fermerà Moo per impedirgli di fare ancora del male. In quel momento il gruppo viene raggiunto dai Black Dino, che costringono i due ragazzi e Suezo a scappare. Holly, spiegando a Genki che forse il CD del suo videogioco contiene la Fenice, fanno ritorno al tempio: Genki posiziona il disco sull'altare ma anziché la Fenice si materializza un mostro dall'aspetto buffo ribattezzato poi Mocchi. I Black Dino fanno infine irruzione ma Genki riesce a stendere il loro capitano, che cadendo nel pannello di controllo causa un corto circuito facendo infine crollare il tempio.
Tratti in salvo Genki e Mocchi si uniscono quindi a Holly e Suezo, iniziando l'avventura alla ricerca della Fenice.

## Personaggi

### Personaggi principali
- Genki Sakura: il protagonista maschile, è uno scatenato ragazzino di dodici anni proveniente dal mondo reale; appassionato di videogiochi, finisce nel mondo di Monster Rancher dopo aver attivato una versione di prova del gioco. Sebbene spesso si dimostri ottuso e irresponsabile, possiede un cuore d'oro e una determinazione incrollabile che fanno di lui l'anima dell'intera squadra. In combattimento si affida ai suoi pattini e all'impressionante forza fisica di cui è dotato malgrado sia piuttosto gracile; è inoltre l'unico capace di riunire e concentrare la forza dei cinque Monster in cui è stata separata l'anima della Fenice. Il suo nome significa "energia".

Doppiato da: Chisa Yokohama (edizione giapponese), Monica Ward (edizione italiana).
- Holly: la protagonista femminile, è una ragazza di quindici anni originaria del mondo di Monster Rancher. Dolce, tranquilla e materna soprattutto verso Genki e Mocchi, è l'unica ad andare sempre d'accordo con tutti i membri del gruppo. Ha il potere di utilizzare il ciondolo magico per rilevare le Pietre del Mistero, abilità ereditata dal padre e che la rende di fatto la guida del gruppo. Alla ricerca della Fenice col fido Suezo tramite il ciondolo, scoprirà che il primo corpo ospite di Master Moo è suo padre; a seguito di un incontro con Moo, Holly recupera il pugnale appartenuto al genitore, che terrà come suo ricordo, usandolo talvolta come arma. Durante la seconda serie viaggerà per separare l'anima del padre da quella di Moo, sigillati in una Pietra del Mistero oscura.

Doppiata da: Mariko Kouda (edizione giapponese), Monica Ward (edizione italiana).
- Tiger: autoritario e indisponente, è una sorta di incrocio di colore blu e bianco tra un lupo e un leone provvisto di un paio di corna. I suoi poteri si basano sull'elettricità e il ghiaccio. Assieme al fratello Gray Wolf è stato a capo di una banda di Monster randagi che derubavano gli esseri umani, verso i quali Tiger rimane tuttora molto diffidente; grazie a Genki e a Holly, tuttavia, capirà che non tutti gli umani sono crudeli e sceglierà di unirsi a loro. Fin dal suo arrivo nel gruppo ha continui contrasti con Hare, del quale è in realtà molto amico, anche se non lo ammetterà mai. Durante la ricerca della Fenice ritroverà Gray Wolf, rapito tempo prima da Master Moo e ora al suo servizio come uno dei Quattro Grandi Cattivi, e sarà costretto a eliminarlo; nella seconda stagione, prenderà parte ad alcuni dei tornei di qualificazione alla Legend Cup e in occasione di uno di questi reincontrerà Gray Wolf, riportato in vita come Monster buono. Tiger rappresenta la rabbia della Fenice.

Doppiato da: Kazuki Yao (edizione giapponese), Edoardo Nordio (edizione italiana).
- Hare: è una lepre umanoide. Astuto, calcolatore e talvolta disonesto, soprattutto in combattimento, ha tuttavia buon cuore; è la mente del gruppo e si occupa di mettere a punto piani e strategie. I suoi poteri si basano sul fuoco. Ha fin dall'inizio una rivalità molto accesa con Tiger, sebbene in realtà i due siano in realtà molto amici. Hare è l'intelligenza della Fenice.

Doppiato da: Nozomu Sasaki (edizione giapponese), Andrea Ward (edizione italiana).
- Suezo: è un Monster dal corpo giallo con un enorme occhio e senza braccia, nonché migliore amico di Holly e primo Monster da lei resuscitato a partire da una Pietra del Mistero. Petulante e nevrotico, è tuttavia molto orgoglioso, sentimento che si accresce quando si rende conto di non essere utile in combattimento quanto i compagni: la sua determinazione lo porterà a sviluppare il potere del teletrasporto, che si rivelerà più volte fondamentale per il gruppo. I suoi poteri si basano sulle abilità psichiche, la sua vista eccezionale e sulla sua enorme lingua prensile, che Suezo è capace di usare come una mano; inoltre, come rivelato nella seconda serie, la sua orribile voce stonata è la sola cosa in grado di sconfiggere gli invulnerabili Monster Ghost. Suezo incarna l'orgoglio della Fenice.

Doppiato da: Wataru Takagi (edizione giapponese), Edoardo Nordio (edizione italiana).
- Mocchi: piccolo Monster creato da Genki utilizzando il CD-ROM di Monster Rancher come una Pietra del Mistero, sembra un incrocio tra un mochi e un papero; malgrado l'aspetto tenero e buffo, possiede grandi poteri, basati perlopiù sull'energia. È simpatico e coraggioso ed è molto legato soprattutto a Genki, che avendolo creato è il suo allevatore. Mocchi simboleggia il coraggio della Fenice.

Doppiato da: Yuri Shiratori (edizione giapponese), Marina Giordana (edizione italiana).
- Golem: un'enorme creatura di roccia. È l'unico sopravvissuto a una tremenda guerra tra Monster e umani che si concluse con il massacro di tutti i suoi amici Monster; da allora è rimasto solo a vegliare le loro Pietre dei Perduti, dischi di pietra in cui si tramutano i Monster al momento della morte e che rappresentano la loro tomba. Malgrado la mole e la forza straordinaria, è molto pacifico e sensibile ed è terrorizzato dall'acqua. Golem rappresenta la gentilezza della Fenice.

Doppiato da: Naoya Uchida (edizione giapponese), Andrea Ward (edizione italiana).
- Master Moo: antagonista principale della prima serie e finale della seconda, si presenta dapprima con sembianze umanoidi, ma in seguito viene rivelato il suo vero aspetto, ossia quello di un enorme dragone alato ricoperto di peli bianchi. È il più potente di tutti i Monster assieme alla Fenice, unica in grado di sconfiggerlo allontanandone lo spirito; tuttavia, poiché sembra incarnare il male stesso, è indistruttibile. Fu creato come arma di guerra, ma ben presto si rivelò del tutto incontrollabile e gli scienziati dovettero sigillarne lo spirito in una Pietra del Mistero; fu liberato accidentalmente dal padre di Holly, che ne fu posseduto e si tramutò nel Master Moo attuale.

Doppiato da: Jūrōta Kosugi (edizione giapponese), Saverio Indrio (edizione italiana).
- Fenice: la possente creatura creata dagli scienziati per contrastare Moo, costituisce l'unica fonte di purezza in grado di sconfiggerlo. In seguito alla sua prima battaglia con il Moo originario, la sua anima si divise in cinque parti che rinacquero in altrettanti Monster, ovvero Tiger, Mocchi, Suezo, Golem e Hare, mentre il suo corpo rimase intrappolato nel ghiaccio. Il suo potere nasce dalla fusione dei cinque Monster, che tuttavia può essere effettuata soltanto grazie a un'enorme fonte di energia, rappresentata da Genki.

- Generale Durahan: il comandante più temuto di Master Moo, ha l'aspetto di una possente armatura vuota. Nella prima serie, istigato dalla sua luogotenente Lilim, si ribella a Moo e tenta di distruggerlo per usurparne il potere, ma viene tradito dalla stessa Lilim e fallisce, rimanendo apparentemente ucciso. Nella seconda serie si scopre che Durahan è sopravvissuto e, postosi a capo degli ultimi Cattivi rimasti, tenta d'impadronirsi della Pietra del Mistero oscura per rigenerare il proprio corpo e dominare il mondo. Ha l'abitudine di collezionare in blocchi di ghiaccio i suoi guerrieri e di liberarli solo nel momento del bisogno.

Doppiato da: Kenyo Horiuchi (edizione giapponese).

### Personaggi secondari
- Master Pixie / Granity: chiamata semplicemente Pixie in seguito all'abbandono dell'esercito di Master Moo, è inizialmente una dei Quattro Grandi Cattivi, i principali generali di Moo. Ha l'aspetto di una donna alata provvista di un paio di corna ed è una dei Monster più potenti della serie. In origine, assieme al suo fido braccio destro Big Blue, era stata costretta in schiavitù da alcuni uomini crudeli, ma riuscì a ribellarsi e Moo, impressionato dalla sua potenza, le offrì di entrare nel suo esercito. È la prima dei Quattro Grandi Cattivi a essere affrontata e sconfitta dai protagonisti, e a differenza degli altri tre non ha alcun desiderio di dominio: si è infatti unita ai Cattivi solo perché rimasta priva di uno scopo dopo essersi ribellata e per timore di finire ancora in schiavitù. Dopo essere stata sconfitta e aver compreso, grazie a Genki, che non tutti gli umani sono malvagi, Pixie sceglie di passare dalla parte dei protagonisti e interverrà più volte per aiutarli. Durante la battaglia finale contro Moo viene ferita mortalmente e Big Blue, per salvarla, si sacrifica, fondendosi con lei e permettendo a Pixie di rinascere come Granity, una Monster buona di aspetto quasi angelico, in netto contrasto con le sembianze demoniache di Pixie. Nella seconda stagione, Granity viene posseduta dal Cattivo Metainer e costretta ad attaccare Genki e gli altri, ma riuscirà a liberarsi grazie all'aiuto degli amici e dello spirito di Big Blue, ancora vivo in lei.

Doppiata da: Kotono Mitsuishi (edizione giapponese).
- Master Gray Wolf: chiamato semplicemente Gray Wolf, è il fratello minore di Tiger, di aspetto simile a lui e dotato degli stessi poteri. Venne rapito da Master Moo molto tempo prima dell'inizio della storia e ricompare come uno dei Quattro Grandi Cattivi; è particolarmente rancoroso nei confronti di Tiger, che accusa di averlo abbandonato nelle mani di Moo. Viene sconfitto e ucciso da Tiger in persona e in punto di morte riesce a riconciliarsi con lui. Riportato in vita nella seconda stagione come Monster buono, prende parte a uno dei tornei di qualificazione della Legend Cup assieme alla sua allevatrice e rivede Tiger, con il quale si lascerà questa volta in buoni rapporti.

Doppiato da: Daiki Nakamura (edizione giapponese).
- Master Gali: è il terzo dei Quattro Grandi Cattivi e possiede un corpo invisibile sul quale indossa un mantello e una maschera dorata. Molto pacato e sofisticato, si diverte a prendersi gioco degli avversari; se provocato o minacciato, tuttavia, diventa estremamente aggressivo. Viene sconfitto da Mocchi e muore nel crollo del proprio castello. Nella seconda stagione viene riportato in vita e partecipa a uno dei tornei di qualificazione della Legend Cup.

Doppiato da: Tsutomu Kashiwakura (edizione giapponese).
- Master Naga: il quarto e ultimo dei Quattro Grandi Cattivi incontrato dai protagonisti, ha l'aspetto di un essere serpentiforme ed è il diretto responsabile della distruzione del villaggio di Holly e Suezo. Quest'ultimo, deciso a vendicarsi, penetra nel suo castello per eliminarlo e Genki, Holly e gli altri sono costretti a seguirlo; nello scontro che segue, Naga viene sconfitto e sceglie di darsi la morte da solo. Tornato in vita come Monster buono nella seconda stagione, aiuta Genki e Mocchi in uno dei tornei di qualificazione della Legend Cup.

- Big Blue: un Monster Golem di colore blu e bianco, fedele luogotenente di Pixie. Alla fine della prima stagione si sacrifica per salvare la vita di Pixie fondendosi con lei.

Doppiato da: Hiroyuki Yokoo (edizione giapponese).
- Lilim: principale luogotenente del generale Durahan nella prima stagione, è una Monster Pixie particolarmente infida e opportunista. Istiga Durahan a ribellarsi contro Moo per poi tradire il generale quando diventa chiaro che Durahan è destinato alla sconfitta. Morirà uccisa dallo stesso Durahan negli ultimi istanti prima di essere entrambi abbattuti dall'esercito di Moo.

- Monol: un Monster dall'aspetto di un monolito nero, è molto antico e conserva la memoria della guerra che portò alla distruzione del mondo. Racconta ai protagonisti come nacquero Moo e la Fenice e rivelerà loro la vera natura dei Monster, in realtà creature artificiali; in seguito, si consegna spontaneamente a Moo per spiegargli come andarono le cose e pregarlo di rinunciare ai suoi propositi di distruzione, ma verrà fatto prigioniero e liberato soltanto durante la battaglia finale da Falcon e i suoi draghi. Ricongiuntosi con i protagonisti, spiegherà come far rinascere la Fenice e in seguito istruirà Holly su come liberare l'anima di suo padre, rimasta intrappolata assieme allo spirito di Moo nella Pietra del Mistero nera. Ha l'abitudine di addormentarsi mentre parla.

- Falcon: un Monster dall'aspetto di un drago alato a capo di una banda di Monster della sua stessa specie, è una vecchia conoscenza di Tiger. Aiuta i protagonisti a liberare Holly, fatta prigioniera da Master Moo, e in seguito ritorna assieme a Pixie e Big Blue per prendere parte alla battaglia finale.

- Horn: un Monster Suezo provvisto di un lungo corno e capitano di una nave pirata il cui equipaggio è composto da Monster Suezo dal corpo grigio. Concede ai protagonisti un passaggio sulla propria nave perché invaghitosi di Holly, cosa che scatenerà una serie di divertenti battibecchi con Suezo, ma durante il viaggio diviene sinceramente amico dei protagonisti. Nella seconda stagione la sua nave verrà rubata dai Cattivi Ghost.

- Allan: è un ragazzo che viaggia assieme al suo Monster Worm, che tuttavia tratta con molta durezza. Dapprima intenzionato a unirsi a Moo, è nemico dei protagonisti, ma dopo essere stato tradito a sua volta dai Cattivi e aver assistito all'uccisione di Worm capisce di aver sbagliato e si redime. Alla fine della prima stagione viene intravisto mentre combatte assieme al capitano Horn contro un esercito di Cattivi; nella seconda stagione, Allan viaggia assieme a Worm, rinato grazie al potere della Fenice, e a un cucciolo di Worm che Genki e gli altri gli avevano affidato in occasione del loro primo incontro.

Doppiato da: Ryō Naitō (edizione giapponese).
- Poison: è una dei luogotenenti di Durahan nella seconda stagione. Come Lilim, è una Monster Pixie, ma non possiede né la malizia né tantomeno l'intelligenza della sua predecessora. Litiga regolarmente con Mum Mew.

Doppiata da: Miki Nagasawa (edizione giapponese).
- Mum Mew: una dei luogotenenti di Durahan nella seconda stagione, è una Monster Mew, ossia una Monster dall'aspetto di un gatto umanoide, ma ha alcune caratteristiche che ricordano anche le Monster Pixie. Estremamente frivola e vanesia sebbene sia tutt'altro che di bell'aspetto, passa gran parte del suo tempo ad ammirarsi davanti allo specchio e a litigare con Poison.

Doppiata da: Keiko Han (edizione giapponese).
- Gobi: uno dei luogotenenti di Durahan nella seconda stagione, è un Monster robotico enorme e di scarsa intelligenza. Si trova spesso coinvolto nelle liti tra Poison e Mum Mew, della quale asseconda con scarsa convinzione gli sproloqui.

Doppiato da: Jūrōta Kosugi (edizione giapponese).
- Cyborg Weed: uno dei luogotenenti di Durahan nella seconda stagione, è un Monster Weed provvisto di parti cibernetiche. Presumibilmente sopravvissuto assieme a Durahan all'attacco da parte della flotta di Moo, è stato lui a mettere a punto il sistema che tiene in vita il generale. Più serio e competente di Poison, Mum Mew e Gobi, interviene di rado nelle operazioni dei Cattivi, dedicandosi perlopiù al monitoraggio del supporto vitale di Durahan.

- Most: un leggendario e potentissimo guerriero, è un Monster Mocchi albino dotato di grande saggezza. Assieme a Poritoka, è l'attuale campione della Legend Cup ed è l'idolo di Mocchi.

- Poritoka: un Monster Suezo albino, molto forte e veloce e compagno di lotta di Most, assieme al quale detiene il titolo di campione della Legend Cup; a differenza di Most, però, Poritoka è estremamente arrogante e non mostra alcun rispetto verso gli avversari.

### Tipi di Monster
I cinque Monster protagonisti, il generale Durahan e i Quattro Grandi Cattivi rappresentano le forme base di alcuni dei tipi di Monster più comuni nel mondo di Monster Rancher, ma ne esistono numerose altre tipologie. Molti Monster, inoltre, per aspetto e caratteristiche risultano combinazioni fra tipi differenti, sebbene un tipo tenda generalmente a risultare dominante e a prevalere sull'altro: alcuni esempi sono i Cabalos, che si presentano come Monster Tiger di aspetto simile ai Monster Naga, e Big Blue, un Monster Golem con le caratteristiche di un Monster Tiger. Esclusi i cinque protagonisti e i Quattro Grandi Cattivi, i tipi di Monster che appaiono nella serie animata sono i seguenti:
- Ape: hanno l'aspetto di scimmie. Oltre alla versione base, il cui aspetto ricorda vagamente i mandrilli, compaiono anche i Rock Apes e Baby Boss, rispettivamente ibridi con i Monster Golem e Monster Gali.
- Arrowhead: Monster simili a crostacei. Ne compaiono sia la forma base sia alcuni ibridi, come Renocraft.
- Astro: Monster robotici umanoidi. Nella serie compare soltanto la forma base, rappresentata da Capitan Astro e i suoi sottoposti.
- Bajaral: hanno l'aspetto di geni della lampada. Nella serie animata ne compare soltanto la versione base.
- Baku: Monster molto pacifici dall'aspetto di cani. Nella serie animata ne compare soltanto la versione base.
- Beaclon: si tratta di Monster di aspetto simile a coleotteri. Nella serie animata compaiono alcune forme ibride quali Melcarba e gli Juggernauts, che sono rispettivamente combinazioni con Monster Henger e Monster Joker.
- Cat: hanno le sembianze di gatti umanoidi. Esempi sono Cato, che rappresenta la versione base, il professor Gordish e i Bad Cats, ibridi rispettivamente con i Monster Gali e i Monster Joker.
- Centaur: nella sua forma base ha l'aspetto di un centauro la cui metà superiore del corpo è un rettile umanoide. Versioni ibride sono rappresentate da Chariot, Celious e Dragoon, rispettivamente incroci con Monster Durahan, Monster Tiger e Monster Dragon.
- Color Pandora: hanno le sembianze di bruchi apparentemente innocui, ma molto ingegnosi.
- Dino: hanno l'aspetto di dinosauri. Oltre alla loro versione base, di colore verde, compaiono anche i Black Dinos, ibridi con Monster Monol e più intelligenti dei Dinos comuni.
- Dragon: Monster dall'aspetto di draghi, la loro versione base è rappresentata da Falcon e dal suo branco. Esempi di versioni ibride sono Techno Dragon e Stone Dragon, ibridi rispettivamente con i Monster Henger e i Monster Golem.
- Gaboo: hanno l'aspetto di palle di fango provviste di braccia muscolose. Nella serie animata ne compaiono alcune versioni ibride quali i Doko e i Jelly Gaboo, rispettivamente incroci con i Monster Joker e i Monster Jell.
- Ghost: si presentano come fantasmini invincibili, vulnerabili unicamente alla voce dei Monster Suezo. Compaiono solo nella seconda stagione.
- Henger: si tratta di Monster robotici con fattezze umanoidi provvisti di un unico occhio. I protagonisti ne incontrano sia la versione base sia alcune forme ibride, come Renocraft, End Bringer e Gobi, ibridi rispettivamente con i Monster Arrowhead, i Monster Joker e i Monster Golem.
- Jell: hanno l'aspetto di esseri umanoidi di consistenza gelatinosa e sono normalmente di colore azzurro, ma esistono numerose specie ibride di colori differenti. Appartengono a questa specie gli Scaled Jells, i Clays, Metal Jell e Pink Jam.
- Jill: Monster simili a jeti, molto pacifici e riservati. I Wonder Brothers, che compaiono nella seconda serie, sono Monster Hare con le caratteristiche di Monster Jill.
- Joker: questo Monster appare nella sua forma base come un soldato di Master Gali e ha l'aspetto di un pagliaccio oscuro. Molti Cattivi sono specie ibride con i Monster Joker, come Lilim, gli Juggernauts e i Tombstones, e sono particolarmente maligni e pericolosi.
- Magic: Monster umanoidi, nella serie animata ne compaiono forme ibride. Alcuni esempi sono i Kuro, Cattivi ibridi tra Monster Plant e Monster Magic che si esprimono con un linguaggio incomprensibile, e i Gangsters, che sono invece un incrocio tra Monster Magic e Monster Henger.
- Mew: si tratta di Monster con l'aspetto di gatti umanoidi. Ne compare sia la versione base, rappresentata da un Mew Cattivo agli ordini di Durahan, sia alcune versioni ibride quali Mum Mew e Eared Mew, incroci rispettivamente con Monster Pixie e Monster Hare.
- Mock: hanno le sembianze di tronchi d'albero. Ne compare sia la forma base sia alcune varianti ibride quali Ebony e Wood Golem, questi ultimi incroci con Monster Joker e Monster Golem.
- Monol: Monster dall'aspetto di monoliti in possesso di poteri di varia natura, tra cui la levitazione. Oltre a Monol, che ne rappresenta la versione base, appartengono a questa categoria ibridi come Sandy e gli Jura Walls, rispettivamente incroci con Monster Suezo e Monster Zuum.
- Plant: un tipo di Monster particolarmente comune, hanno l'aspetto di piante. Appartengono a questa specie i Weed, un incrocio tra Plant e Monster Naga, e i Black Plants, che sono invece ibridi con i Monster Joker. In un episodio ne compare anche la versione base, di aspetto variopinto.
- Undine: Monster dall'aspetto di splendide sirene, sono molto deboli fuori dall'acqua. Nella serie ne compare soltanto la versione base.
- Worm: si tratta di Monster con l'aspetto di vermi e abili scavatori. Le specie ibride possiedono inoltre abilità aggiuntive. Allan possiede due esemplari di forma base; compaiono comunque anche varianti ibride come i Drill Tusks e i Black Worms, ibridi rispettivamente con i Monster Tiger e i Monster Monol.
- Zilla: hanno l'aspetto di balenottere umanoidi. Il loro capo, Zilla Kong, è un ibrido tra Monster Zilla e Monster Tiger.
- Zuum: sono Monster piuttosto comuni con l'aspetto di rettili. Oltre alla versione base compaiono numerose varianti ibride, come gli Shell Saurians e i Salamanders, ibridi rispettivamente con i Monster Worm e i Monster Dragon.

## Episodi
| Nº                         | Titolo italiano Giapponese 「Kanji」 - Rōmaji | In onda           | In onda          |
| Nº                         | Titolo italiano Giapponese 「Kanji」 - Rōmaji | Giapponese        | Italiano         |
| Prima serie (48 episodi)   | |                   |                  |
| 1                          | L'avventura di Genki 「はじまりは今！」 - Hajimari wa ima! | 17 aprile 1999    | 12 febbraio 2001 |
| 1                          | Genki Sakura, uno scatenato ragazzino di dodici anni appassionato di videogiochi, vince a una competizione di gaming una versione beta del seguito del suo gioco preferito, Monster Rancher. Non appena inserisce il disco nella console, Genki viene catapultato nel mondo del gioco, dove fa la conoscenza di Holly, una ragazza più grande di lui, e Suezo, il suo nevrotico Monster. I due sono in fuga dai Black Dinos, Monster dall'aspetto di dinosauri neri al servizio del perfido Master Moo, per aver rubato una delle Pietre del Mistero, dischi in cui sono sigillati i Monster e da cui possono essere resuscitati. Holly e Suezo sono alla ricerca della pietra in cui è rinchiusa l'anima della Fenice, un leggendario Monster buono, per riportarla in vita e distruggere Master Moo; i due hanno attivato la Pietra del Mistero nel momento esatto in cui Genki ha inserito il disco di gioco nella console, e come risultato hanno evocato proprio Genki. Sfuggiti ai Black Dinos, Genki mostra loro il disco del gioco e Holly, credendolo una Pietra del Mistero, suggerisce di provare ad attivarlo. Tornati al tempio, Genki attiva il disco mentre Holly e Suezo tengono a bada i Black Dinos e da esso si materializza un piccolo Monster di nome Mocchi. Spaventato, Mocchi scoppia a piangere e le sue urla fanno crollare il tempio, intrappolando i Black Dinos e permettendo al gruppo di mettersi in salvo. Esaltato dall'esperienza vissuta, Genki, assieme a Mocchi, decide di unirsi a Holly e Suezo nella ricerca della Fenice. |                   |                  |
| 2                          | Sono Mocchi 「ぼくモッチー！」 - Boku Mocchii! | 24 aprile 1999    | 13 febbraio 2001 |
| 2                          | Il gruppo si mette in viaggio; Holly, grazie a un ciondolo magico che le permette di rilevare le Pietre del Mistero, indica la direzione da prendere. Il quartetto arriva in un villaggio e Genki si lascia sfuggire l'intenzione di distruggere Master Moo, spaventando la popolazione. Genki è perplesso, e Holly e Suezo gli spiegano come stanno le cose: tempo prima, Master Moo iniziò a raccogliere Pietre del Mistero e a resuscitare i Monster per addestrarli e trasformarli in soldati al suo servizio, i Cattivi. Quando ebbe creato un esercito abbastanza numeroso, Master Moo cominciò ad attaccare e sottomettere i villaggi, e la sua potenza era tale che nessuno osò contrastarlo. La Fenice è in grado di purificare il male, perciò il suo potere renderebbe buoni i Cattivi e distruggerebbe Moo una volta per tutte. Il gruppo trova ospitalità presso una coppia di anziani contadini; il giorno dopo, i protagonisti ripartono e in un boschetto nelle vicinanze trovano la Pietra del Mistero rilevata dal ciondolo. Genki teme che Mocchi non sia in grado di affrontare i pericoli del viaggio e decide di lasciarlo con i due contadini, ma Mocchi reagisce molto male e fugge via. Genki lo rincorre, ma viene catturato dai Black Dinos; Mocchi interviene e riesce a salvarlo, rivelandosi in possesso di incredibili capacità combattive. Tornata la calma, il gruppo attiva la Pietra del Mistero, riportando in vita un piccolo Monster che donano ai due anziani contadini, per poi riprendere il viaggio. |                   |                  |
| 3                          | Arriva Golem 「怪物の森」 - Kaibutsu no mori | 1º maggio 1999    | 14 febbraio 2001 |
| 3                          | Seguendo le indicazioni del ciondolo di Holly, i protagonisti s'inoltrano in una foresta e trovano un castello in rovina. Il guardiano del maniero è Golem, un Monster con le sembianze di un colossale omone di pietra; costui conduce il gruppo nel cortile del castello e qui i protagonisti scoprono un cimitero di Monster Perduti, ovvero Monster defunti e trasformati in Pietre dei Perduti, che non possono essere usate per la resurrezione. Golem spiega che tutti quei Monster furono uccisi dagli umani durante una terribile guerra e Golem, unico superstite, decise di vegliare sulle loro tombe. Suezo invita Golem a unirsi a loro e ad aiutarli a combattere Master Moo, ma il gigante, turbato dai massacri a cui ha già assistito, non vuole prendere parte ad altre guerre e rifiuta. Nel frattempo, una pattuglia di Jells, Monster gelatinosi Cattivi, attaccano il castello per impadronirsi delle Pietre dei Perduti, credendo che Master Moo sia in grado di farle rivivere; Genki, Holly, Suezo e Mocchi, venuti a saperlo grazie all'incontro con un Jell ritardatario, corrono in aiuto di Golem. Quest'ultimo rifiuta di lottare e viene catturato, ma alla vista delle tombe profanate s'infuria e scatena tutta la propria forza: il gigante si libera e uccide tutti i Jells, tramutandoli in Perduti. Tornato in sé, Golem è sconvolto per quello che ha fatto, ma Genki gli promette che la Fenice riporterà tutti i Perduti in vita e il gigante accetta di unirsi al gruppo. |                   |                  |
| 4                          | La rinascita di Worm 「永遠のワーム」 - Eien no Waamu | 8 maggio 1999     | 15 febbraio 2001 |
| 4                          | I protagonisti trovano una Pietra del Mistero, ma subito dopo vengono attaccati dalle Weed Sisters, un trio di sorelle Monster Cattive dall'aspetto di piante; Genki e Suezo contrattaccano e riescono a eliminarne una. Il gruppo raggiunge un tempio e si appresta ad attivare la reliquia, ma il rito viene interrotto da un ragazzo di nome Allan che ruba la pietra e fugge via. Genki lo insegue, ma Allan gli sguinzaglia contro il proprio Monster, Worm, e Genki rimane ferito; in realtà, Genki ha esitato a combattere perché si è reso conto che Worm è trattato con molta durezza da Allan. Si scopre che Allan ha rubato la Pietra del Mistero per mettersi al servizio di Master Moo e si è alleato con le due Weed Sisters superstiti, catturando per loro i quattro protagonisti; a cose fatte, però, le Weed Sisters tradiscono Allan rubandogli la pietra e tentando di aizzargli contro Worm. Quest'ultimo, sinceramente affezionato ad Allan nonostante tutto, finge di passare dalla parte delle sorelle, per poi liberare Allan e i protagonisti; furiose, le Weed Sisters lo uccidono, ma loro stesse muoiono subito dopo per mano di Allan e Genki. Tornata la calma, la Pietra del Mistero viene attivata e da essa nasce un cucciolo di Worm. Allan capisce così di avere una seconda occasione e lo prende con sé, determinato d'ora in poi a trattare i Monster con affetto. |                   |                  |
| 5                          | Tiger il tornado 「疾風（かぜ）のライガー」 - Shippū (kaze) no Raigaa | 15 maggio 1999    | 16 febbraio 2001 |
| 5                          | Mentre attraversano un canyon, i protagonisti vengono attaccati da un branco di Monster randagi simili a lupi. Genki, irruento come al solito, si scontra con il capobranco, Tiger, ma finisce al tappeto. Il branco taglia la corda dopo aver rubato il ciondolo magico, ma Holly si accorge che il gioiello ha una strana reazione a contatto con Tiger. Il gruppo parte all'inseguimento del branco, ma vengono preceduti da un gruppo di Dinos Cattivi che vogliono impadronirsi del ciondolo: il branco viene sterminato senza pietà e solo Tiger sopravvive. I protagonisti lo soccorrono, e Tiger, riconoscente, racconta la sua storia. Tiger fu abbandonato dal suo allevatore quand'era cucciolo assieme al fratello e da allora vissero sempre come randagi. Con il passare del tempo, i due radunarono altri Monster abbandonati, ma un giorno si scontrarono con Master Moo in persona e quest'ultimo rapì il fratello di Tiger, che da allora rimase solo alla guida del branco. Genki propone a Tiger di unirsi al gruppo, ma Tiger, memore del suo tragico incontro con Moo e affranto dalla morte del branco, rifiuta. Suezo, grazie alla sua vista eccezionale e a un ingegnoso sistema di avvistamento messo a punto con l'aiuto di Golem, trova i Cattivi che hanno rubato il ciondolo in un villaggio; il gruppo riesce a riprendere il gioiello e a sbarazzarsi dei Cattivi grazie a Tiger, che ha infine deciso di aiutarli. Il gruppo, a cui ora si è unito Tiger, riprende il cammino; Holly ripensa alla reazione del ciondolo a contatto con Tiger e si domanda se non sia stata proprio la volontà del gioiello a unirli tutti quanti. |                   |                  |
| 6                          | Io sono Hare 「我が輩はハムである」 - Waga tomogara wa Hamu de aru | 22 maggio 1999    | 19 febbraio 2001 |
| 6                          | Il gruppo è a corto di denaro, e Tiger s'iscrive a un torneo di lotta tra Monster per vincere la somma in palio. Tiger arriva facilmente in finale e affronta Hare, un Monster dall'aspetto di una lepre umanoide. Tiger commette l'errore di sottovalutarlo e Hare, giocando d'astuzia, riesce a sconfiggerlo, aggiudicandosi la vittoria; il gruppo ottiene comunque il secondo premio in denaro. Più tardi, i protagonisti s'imbattono in Hare e anche questa volta il ciondolo ha una strana reazione, proprio come avvenuto con Tiger. Hare li invita a pranzo con il pretesto di congratularsi con loro per la prestazione al torneo, ma in realtà li inganna e ruba la loro vincita. Tiger, grazie al suo fiuto, riesce ad acciuffarlo e lo costringe a scusarsi e a saldare il conto. Holly, convinta che il ciondolo abbia reagito alla presenza di Hare perché era destino che lo incontrassero, lo invita a unirsi al gruppo e Hare accetta; la convivenza appare però molto difficile a causa dei continui litigi tra Tiger e Hare. |                   |                  |
| 7                          | I fantastici sette 「七人の勇気」 - Nana nin no yūki | 29 maggio 1999    | 20 febbraio 2001 |
| 7                          | Master Pixie, una dei Quattro Grandi Cattivi, ovvero i generali di Master Moo, riceve l'ordine di eliminare Genki e il suo gruppo, appena entrati nelle terre sotto il suo controllo. I protagonisti arrivano a un villaggio con una diga e un manipolo di Evil Hares agli ordini di Pixie tenta di abbattere la barriera per creare un'inondazione; il gruppo riesce a mettere in fuga gli Evil Hares e tutto sembra risolto, ma la diga, indebolita dall'assalto dei Cattivi, sta per cedere. Dietro suggerimento di Hare, Tiger, Golem e Suezo costruiscono in fretta una seconda diga mentre Holly si occupa di evacuare il villaggio e Genki e Mocchi fanno in modo che la vecchia diga resista il tempo necessario; grazie all'aiuto di tutti, la nuova diga scongiura l'inondazione e il villaggio è salvo. |                   |                  |
| 8                          | Il segreto di Holly 「雨上がりの空に」 - Ameagari no sora ni | 5 giugno 1999     | 21 febbraio 2001 |
| 8                          | Un violento acquazzone costringe il gruppo a trovare riparo tra alcune rovine. Genki ne approfitta per chiedere a Holly come mai abbia voluto intraprendere un viaggio così pericoloso, e la ragazza, dopo qualche titubanza, accetta di raccontare la sua storia. Holly viveva in un villaggio in cui gli esseri umani vivevano in pace con i Monster, che resuscitavano dalle Pietre del Mistero che trovavano grazie al ciondolo magico; fu proprio da una di queste che Holly, un giorno, riportò in vita Suezo, di cui divenne l'allevatrice. Holly viveva con l'anziano saggio del villaggio, che lei considerava come un nonno poiché sua madre morì quando lei era ancora bambina e suo padre se ne andò senza nessuna spiegazione alcuni anni dopo; la ragazza, inoltre, possedeva il potere di attivare il ciondolo magico, abilità ereditata dal padre. Un giorno, le truppe di Master Moo attaccarono il villaggio per prendere il ciondolo, che Moo voleva usare per recuperare le Pietre del Mistero e ingrandire il suo esercito: tutti gli abitanti, umani e Monster, furono uccisi. Holly e Suezo sopravvissero perché il nonno di Holly li aveva fatti nascondere: soltanto Holly, oltre al capovillaggio, era in grado di usare il ciondolo, perciò soltanto lei avrebbe potuto trovare la Fenice e sconfiggere Master Moo. Il nonno le aveva fatto tenere segreto il suo potere proprio in previsione di un possibile assalto, e quando i Cattivi attaccarono fece in modo di far trovare loro un ciondolo fasullo, così che Holly potesse salvarsi e adempiere alla missione. Terminato il racconto, la pioggia finalmente cessa e il gruppo riprende il viaggio. |                   |                  |
| 9                          | L'uccello di ferro 「飛べ！アイアンバード」 - Tobe! Aian baado | 12 giugno 1999    | 22 febbraio 2001 |
| 9                          | Il gruppo deve attraversare il Canyon del Paradiso, talmente profondo da non poter essere percorso a piedi. Impossibilitati a proseguire, i protagonisti s'imbattono in Eddie, un uomo che ha costruito un rudimentale aeroplano con cui è riuscito a sorvolare il canyon. Dopo una lunga trattativa, Eddie acconsente a vendere ai protagonisti l'aeroplano e a modificarlo per fare sì che sostenga anche il peso di Golem. Durante i lavori, Eddie viene avvicinato da una pattuglia di Cattivi, i Kuro, che gli ordinano di sabotare l'aeroplano. Eddie è costretto a obbedire e danneggia la capsula energetica che alimenta l'apparecchio, così che esploda subito dopo il decollo, ma alla fine, pentito, rivela tutto ai protagonisti; l'aeroplano, tuttavia, è già decollato, e a Eddie non rimane che salire a bordo e tentare di riparare la capsula in volo mentre Genki, Hare, Suezo, Tiger e Golem tengono a bada i Kuro. Eddie ripara la capsula e confessa a Holly, che aveva già intuito che l'uomo nascondeva qualcosa, che l'altro lato del canyon è stato occupato dai Cattivi e di essere riuscito a fuggire a stento rubando l'aeroplano e abbandonando tutti i suoi amici; Eddie si sente in colpa per non essere riuscito a salvare nessuno ed è ora deciso a riscattarsi aiutando Genki e il suo gruppo. Coraggiosamente, rischiando la vita, Eddie elimina il capo dei Kuro scaraventandolo nel canyon e i protagonisti possono proseguire il viaggio. |                   |                  |
| 10                         | La sfida 「氷のピクシー」 - Koori no pikushii | 19 giugno 1999    | 23 febbraio 2001 |
| 10                         | Con qualche difficoltà, il gruppo riesce ad attraversare il Canyon del Paradiso, ma l'aeroplano finisce distrutto e il viaggio continua a piedi. I protagonisti giungono a una cava dove gli uomini sono tenuti schiavi dai Clays, Monster Jell Cattivi di colore nero; è proprio da questa cava che Eddie è fuggito. Genki, Tiger, Mocchi e Hare attaccano i Clays mentre Golem e Holly soccorrono i minatori e nello scontro Mocchi riesce a usare per la prima volta un potere speciale. I Clays battono in ritirata, ma gli schiavi rifiutano comunque la libertà: sanno infatti che Pixie si vendicherà e non vogliono rischiare ritorsioni. Genki riesce a infondere coraggio agli uomini e alla fine, pur se con qualche titubanza, questi ultimi decidono di tentare la fuga. Pixie, informata della cosa, decide di occuparsi di persona dei protagonisti. Alla testa del proprio esercito e scortata dal suo luogotenente Big Blue, Pixie prende in ostaggio uno degli schiavi e ordina agli eroi di arrendersi in cambio del suo rilascio. I protagonisti sono costretti a cedere, ma subito dopo Pixie uccide il prigioniero. Furioso, Genki attacca Pixie, ma viene scaraventato assieme a Mocchi in un precipizio. Soddisfatta, Pixie fa portare Holly, Suezo, Golem, Tiger e Hare alla sua fortezza; ciò che ignora, però, è che Genki e Mocchi sono sopravvissuti alla caduta e si stanno preparando al contrattacco. |                   |                  |
| 11                         | Genki incontra Pixie 「決戦！モンスターバトル」 - Kessen! Monsutaa batoru | 26 giugno 1999    | 26 febbraio 2001 |
| 11                         | Genki e Mocchi scoprono che il prigioniero di Pixie è in realtà vivo e lo soccorrono; quest'ultimo, riconoscente, li indirizza presso North Town, dove si trova il castello di Pixie. Genki vi s'introduce da solo e trova la prigione in cui sono tenuti altri schiavi e dove sono stati rinchiusi anche Holly, Suezo, Golem, Tiger e Hare. Con uno stratagemma, Genki riesce a liberare tutti, ma Pixie blocca la fuga: è infatti riuscita a catturare Mocchi e l'ha torturato fino a costringerlo a parlare. Pixie rivela le ragioni del suo odio per gli umani: molto tempo prima, North Town era governata da un uomo crudele che schiavizzava i Monster. Pixie e Big Blue si ribellarono e riuscirono a scacciarlo, ma subito dopo si resero conto di non avere più uno scopo nella vita e scelsero perciò di unirsi a Master Moo. Genki capisce che Pixie si sente in realtà sola e si offre di esserle amico, esortandola a passare dalla parte giusta; per tutta risposta, Pixie gli scatena contro il suo esercito. Al termine di una lunga battaglia, i protagonisti, con l'aiuto degli schiavi liberati, riescono a sconfiggere Pixie; quest'ultima, con le spalle al muro e consapevole che Moo la eliminerà comunque ora che è stata sconfitta, tenta un ultimo, disperato attacco contro Genki che provoca il crollo di una parte del castello. Genki rischia la vita per farle scudo dalle macerie e Pixie capisce che non tutti gli esseri umani sono malvagi. Pixie abbandona l'esercito di Moo e assieme a Big Blue se ne va per la propria strada, ringraziando Genki per averla salvata e promettendo, un giorno, di ripagare il proprio debito. |                   |                  |
| 12                         | La storia di Monol 「モノリスかく語りき」 - Mono risu kaku katari ki | 3 luglio 1999     | 27 febbraio 2001 |
| 12                         | I protagonisti trovano una Pietra del Mistero; attivandola, riportano in vita Monol, un Monster molto antico con l'aspetto di un monolito, che racconta loro come nacquero Master Moo e la Fenice. Moltissimo tempo addietro, il mondo era abitato da una popolazione che aveva raggiunto un livello di sviluppo tecnologico straordinario. Furono creati in laboratorio i primi Monster e fu messa a punto la tecnologia delle Pietre del Mistero, che permetteva ai Monster di essere riportati in vita e che sopravvive nei templi per la resurrezione. Con il passare del tempo, però, gli uomini s'insuperbirono e finirono con lo scatenare una serie di guerre che mandarono in rovina il mondo. I Monster cominciarono a essere usati come soldati, e ne vennero create varietà pericolose e aggressive. Un giorno, un Monster particolarmente potente, ovvero Master Moo, sfuggì al controllo degli scienziati. Moo era dotato di una forza incommensurabile e, come se non bastasse, era capace di trasmettere la propria malvagità ad altri Monster: fu così che nacquero i primi Cattivi. Gli scienziati crearono allora un Monster abbastanza forte da contrastarlo, ossia la Fenice, e misero a punto la Porta Finale, una macchina per separare l'anima di Moo dal suo corpo. La Porta Finale si rivelò tuttavia ben più potente del previsto, e oltre ad avere effetto su Moo, colpì anche la Fenice e tutti i Monster esistenti, che vennero tramutati in Pietre del Mistero; l'energia scaturita causò inoltre un immane cataclisma che sconvolse il mondo e fece regredire la società di molti secoli. Monol ritiene che il Master Moo attuale sia l'anima del Moo originario che ha preso possesso di un ospite, ma ha bisogno del proprio vero corpo per recuperare tutto il suo potere; i protagonisti, inoltre, capiscono che anche l'anima della Fenice dev'essersi reincarnata in un nuovo corpo e dovranno ritrovarla prima di poterla riportare in vita. Nel frattempo, un Weed Cattivo, che ha assistito al recupero della pietra di Monol, informa Master Moo dell'esistenza del ciondolo magico e di Holly. Alla menzione della ragazza, Moo ha una strana reazione e decide di occuparsi di lei personalmente. |                   |                  |
| 13                         | Master Moo si rivela 「ムー降臨！」 - Mū Koorin! | 10 luglio 1999    | 28 febbraio 2001 |
| 13                         | Master Moo attacca il gruppo; Genki e gli altri danno battaglia, ma Moo ha facilmente la meglio e rapisce Holly, portandola via con sé a bordo della sua fortezza volante. Genki non vuole arrendersi, e Tiger suggerisce di chiedere aiuto a una sua vecchia conoscenza, Falcon, capo di una banda di Monster Drago alati, per riuscire a raggiungere la fortezza e liberare Holly. Falcon rifiuta per non mettere in pericolo le vite dei suoi draghi, ma Genki riesce a fargli cambiare idea, rivelandosi talmente determinato a ottenere il suo aiuto da umiliarsi davanti a tutti; il gruppo parte dunque per salvare Holly. A bordo della fortezza, intanto, Holly scopre con orrore che Master Moo non è altri che suo padre. |                   |                  |
| 14                         | Un aiuto inaspettato 「邪悪な魂」 - Jaaku na tamashii | 17 luglio 1999    | 1 marzo 2001     |
| 14                         | Master Moo rivela a Holly cos'accadde a suo padre: umiliato per non essere stato eletto capo del villaggio e non aver ottenuto il ciondolo magico, l'uomo se ne andò con l'obiettivo di trovare la Fenice e riscattarsi agli occhi di tutti. Egli trovò una Pietra del Mistero oscura e la prese senza sapere che in essa era contenuta l'anima di Moo; l'uomo fu così posseduto e si trasformò nel Master Moo attuale. Orripilata, Holly comprende che suo padre non lasciò il villaggio di propria volontà, ma ne fu scacciato perché bramoso di potere, e Moo riuscì a possederlo sfruttando la sua ambizione: il Master Moo attuale, infatti, conserva i ricordi e la consapevolezza del padre di Holly ed è stato proprio lui a ordinare l'attacco al villaggio. Moo vuole portare Holly dalla sua parte e le consegna il pugnale del padre, esortandola a usarlo e a sfogare tutto il suo odio contro di lui. Genki e gli altri, intanto, raggiungono la fortezza e si fanno largo tra i Cattivi. Master Moo si impadronisce del ciondolo magico e lo usa per scoprire la posizione del proprio vero corpo, dopodiché si appresta a eliminare il gruppo; inaspettatamente, però, interviene Pixie, la quale riprende il ciondolo e aiuta i protagonisti a fuggire all'esterno, dove Falcon li recupera e li riporta a terra. Il gruppo è ora riunito e si prepara a continuare il viaggio. |                   |                  |
| 15                         | Una nuova partenza 「新たなる旅立ち」 - Arata naru tabidachi | 24 luglio 1999    | 2 marzo 2001     |
| 15                         | I protagonisti riprendono il viaggio e, guidati dal ciondolo magico, arrivano sulla costa. Recatisi in un porto per cercare un passaggio su una nave, i sette vengono attaccati dagli Zuum, Monster Cattivi agli ordini del Grande Cattivo Master Gali; la situazione viene salvata dal capitano Horn, un Monster Suezo al comando di una nave pirata. Horn accetta di dare agli eroi un passaggio, ma a una condizione: dovranno batterlo a carte, e se perderanno, Holly dovrà sposare il capitano. Horn viene affrontato da Suezo, che malgrado i tentativi del capitano di barare sembra avere in mano la situazione, ma la partita viene interrotta da un attacco degli Zuum; sia i pirati che i protagonisti devono darsela a gambe e tutti insieme s'imbarcano sul galeone di Horn. |                   |                  |
| 16                         | Battaglia in mare 「海の大決戦」 - Umi no dai kessen | 31 luglio 1999    | 5 marzo 2001     |
| 16                         | Il viaggio sul veliero del capitano Horn procede tranquillamente, salvo che per Golem, terrorizzato dall'acqua, e per Suezo, che soffre il mal di mare. Gli Zilla, Cattivi dall'aspetto di balenottere agli ordini di Master Gali, attaccano la nave: Genki, Tiger, Mocchi e Hare devono affrontarli senza l'aiuto di Golem e Suezo. Horn e la sua ciurma contrattaccano, riuscendo a respingere i nemici, ma interviene Zilla Kong, il capo dei Cattivi, molto più grande e potente dei suoi sottoposti. Zilla Kong cattura Holly, e Golem, alla vista dell'amica in pericolo, trova la forza di reagire; grazie al suo intervento, Holly viene liberata e Horn e la sua ciurma riescono a imprigionare e spedire Zilla Kong all'interno di un mulinello, distruggendolo una volta per tutte. Finalmente, la nave approda sul Nuovo Continente e Horn dona al gruppo una mappa di quei luoghi. Il viaggio può così continuare. |                   |                  |
| 17                         | Hare ci ripensa 「ハム！カンバック」 - Hamu! Kan bakku | 7 agosto 1999     | 6 marzo 2001     |
| 17                         | Il gruppo arriva a una scogliera che richiederebbe diverso tempo per poter essere scalata, ma Mocchi trova un passaggio che conduce a un sistema di gallerie sotterranee; la grotta, tuttavia, si rivela un vero e proprio labirinto, e ben presto il gruppo si perde. Ciò scatena l'ennesima lite tra Tiger e Hare: è stato infatti Hare a insistere per tentare il passaggio nelle grotte, e Tiger lo accusa di essere un egoista e un irresponsabile. Offeso, Hare pianta in asso il gruppo e se ne va. Genki e gli altri lo seguono per tentare di farlo ragionare, ma vengono attaccati da Joker, un Cattivo con il potere di creare illusioni inviato da Master Gali. Hare, pentitosi di aver abbandonato il gruppo, torna indietro e grazie al suo intervento gli altri riescono a liberarsi dalle allucinazioni di Joker. Quest'ultimo, allora, scatena loro contro gli Evil Hares, ma Hare sblocca un nuovo potere e ribalta la situazione, sconfiggendo i Cattivi. Alla fine, il gruppo riesce a uscire dalle grotte e Tiger, a modo suo, si scusa con Hare. |                   |                  |
| 18                         | Un nuovo amico 「ヘンガーよ、永遠に」 - Hengaa yo, eien ni | 14 agosto 1999    | 7 marzo 2001     |
| 18                         | I protagonisti trovano un'antica città risalente a prima della guerra in cui trovano molte tecnologie avanzate (tra cui dei distributori automatici): la città è in perfette condizioni, ma sembra essere disabitata. Si scopre che la città è popolata da Henger, Monster robotici programmati per occuparsi della manutenzione, e i protagonisti vengono attaccati in quanto intrusi, dovendo scappare oltre i confini; nella fuga, tuttavia, Holly perde il ciondolo magico. Recuperarlo sembra impossibile, ma nella discarica cittadina i protagonisti trovano un Henger, rottamato perché un malfunzionamento resettò la sua programmazione, facendogli scoprire che la guerra era terminata e in città non c'era ormai più nessuno da proteggere. I protagonisti rimettono in sesto l'Henger e quest'ultimo, riconoscente, li aiuta a recuperare il ciondolo magico; in città, però, oltre agli altri Henger devono vedersela con il mastodontico Techno Dragon, il capo della sicurezza. Dopo molte peripezie, il gruppo riesce a riprendersi il ciondolo e lasciare la città. Henger decide di rimanere per aiutare i suoi simili ad accettare la verità, e i protagonisti ripartono. |                   |                  |
| 19                         | L'arma segreta di Suezo 「出るか!?スエゾーの新必殺技」 - Deru ka!? Suezoo no shin hissatsu waza | 21 agosto 1999    | 8 marzo 2001     |
| 19                         | Suezo si rende conto di non essere di alcuna utilità in combattimento; ferito nell'orgoglio, Suezo s'impunta di affrontare da solo i Cattivi Doko Gaboo, ma finisce al tappeto e sono Genki e gli altri a metterli in fuga. Genki lo convince ad allenarsi per sviluppare i poteri psichici di cui sono dotati i Monster della sua specie, ma tutti gli sforzi sembrano essere vani. Holly spiega a Genki che Suezo non è mai stato capace di usare i suoi poteri, e anche se per lei non è mai stato un problema, capisce che per Suezo è una questione di amor proprio; durante un momento di calma, Suezo confida a Holly di desiderare di essere soltanto loro due, com'era all'inizio del loro viaggio, così da non sentirsi più inutile, ma Holly gli fa capire che la sola cosa importante è continuare a fare sempre del proprio meglio. I Doko attaccano mentre i protagonisti navigano lungo un fiume a bordo di una zattera e li trascinano verso una cascata; la situazione è disperata, ma Suezo riesce ad attivare il proprio potere di teletrasporto e a portarli tutti in salvo. Nel frattempo, Master Moo si avvicina al luogo dov'è custodito il suo vero corpo, nelle viscere di una montagna. |                   |                  |
| 20                         | Di nuovo Pixie 「我が名はピクシー」 - Waga na wa Pikushii | 28 agosto 1999    | 9 marzo 2001     |
| 20                         | Mentre attraversano una foresta, i protagonisti vengono attaccati da altri soldati di Master Gali, gli Scaled Jells. Pixie e Big Blue intervengono per aiutarli; nel trambusto, Genki viene separato dagli altri e precipita in un burrone, ma Pixie riesce a salvarlo, ferendosi. Costretti a nascondersi per sfuggire agli Scaled Jells, Genki e Pixie passano la notte in una grotta; il giorno dopo, i due riprendono in viaggio alla ricerca dei compagni. Devono superare numerosi pericoli, come le sabbie mobili, in cui Pixie sprofonda quasi completamente, ma viene salvata appena in tempo da Genki. Dopo essersi lavati vicino una cascata, gli Scaled Jells riescono ad attirarli in trappola. Pixie riesce a difendere Genki, generando un attacco di tale potenza da spazzare via tutti gli Scaled Jells con un solo colpo. Riunitisi con gli altri, Genki e il suo gruppo ripartono e anche Pixie e Big Blue riprendono la loro strada, promettendo però di ritrovarsi per combattere ancora insieme contro Master Moo. |                   |                  |
| 21                         | L'arma segreta di Mocchi 「爆裂!?モッチ砲！」 - Bakuretsu!? Mocchi hoo! | 4 settembre 1999  | 12 marzo 2001    |
| 21                         | Master Gali cattura i protagonisti, intrappolandoli nelle segrete del proprio castello, e li blocca con un attacco psichico che toglie loro le forze. Mocchi, l'unico rimasto indenne, affronta Gali, ma il nemico è troppo potente. Nelle segrete, Genki si riprende dall'attacco di Gali e in qualche modo trasmette la propria energia ai compagni; riuniti, tutti insieme affrontano Gali. Quest'ultimo, furibondo, scatena tutta la propria forza, ma Mocchi sblocca un nuovo, potentissimo attacco con cui riesce a distruggerlo. Master Moo, intanto, prosegue la ricerca del suo corpo e un suo luogotenente Weed, avuta la notizia della morte di Master Gali, dà ordine di informare il terzo dei Quattro Grandi Cattivi: costui è Gray Wolf, il fratello di Tiger. |                   |                  |
| 22                         | Holly è in pericolo 「走れライガー！」 - Hashire Raigaa! | 18 settembre 1999 | 13 marzo 2001    |
| 22                         | Gray Wolf, avuta la notizia della sconfitta di Master Gali, invia contro i protagonisti i Black Worms, Monster Worm armati di pungiglioni velenosi. Gli eroi riescono a respingere il primo attacco e catturano un Black Worm: Tiger vorrebbe ucciderlo, ma Holly lo convince a lasciarlo in vita. Interrogato, il Black Worm rivela che il loro mandante è Gray Wolf; Tiger, sconvolto, decide di mettersi alla ricerca del fratello. Il Black Worm approfitta della sua distrazione per cercare di colpirlo con il suo pungiglione; Holly riesce a salvare Tiger, ma rimane ferita. Il veleno la ucciderà entro poche ore, e Genki e Tiger si mettono alla ricerca dell'antidoto, un tipo di bacca molto rara. I Black Worms li inseguono e Genki rimane indietro per trattenerli e dare modo a Tiger di trovare le bacche. Tiger riesce nell'impresa, ma si deve scontrare con il capo dei Black Worms, che lo mette in difficoltà; nel frattempo, altri Black Worms attaccano l'accampamento di Golem, Mocchi, Hare e Suezo, impegnati a proteggere Holly, ma i quattro riescono ad avere la meglio. Tiger elimina il capo dei Black Worms, recupera le bacche e assieme a Genki torna all'accampamento in tempo per somministrare l'antidoto a Holly, che così è salva. |                   |                  |
| 23                         | Mocchi entra in azione 「がんばれダックン！」 - Ganbare dakkun! | 25 settembre 1999 | 14 marzo 2001    |
| 23                         | Durante l'attraversamento di una foresta di montagna, il gruppo viene catturato dai Mock, Cattivi dall'aspetto di tronchi d'albero. Mocchi, riuscito a scappare, fa la conoscenza di Ducken, un Monster con le sembianze di un papero che vive in una tana nel sottosuolo, dove ha creato un sistema di cunicoli per spostarsi senza farsi vedere dai Mock. Mocchi chiede a Ducken di poter usare le sue gallerie per depistare i Mock, ma Ducken rifiuta e gli racconta cosa accadde: tempo prima, la montagna fu conquistata dai Mock e tutti i Monster che vi abitavano ne furono scacciati. Ducken, spaventato, non prese parte alla resistenza e fu perciò tacciato di codardia e allontanato dagli altri Monster, dovendo quindi rimanere nascosto nella foresta. Alla fine, Ducken permette a Mocchi di usare le sue gallerie, ma i Mock ne scoprono l'esistenza e Mocchi viene catturato; Ebony, il capo dei Mock, tortura Mocchi per scoprire chi è stato a realizzarli, ma Mocchi rifiuta di tradire Ducken. Quest'ultimo assiste alla scena e decide d'intervenire, liberando Genki e gli altri e aiutandoli a sconfiggere i Mock. Ducken ringrazia Mocchi per avergli fatto trovare fiducia in sé stesso e il gruppo riprende il viaggio. |                   |                  |
| 24                         | Il lago di Undine 「ウンディーネの湖」 - Undiine no Mizūmi | 2 ottobre 1999    | 15 marzo 2001    |
| 24                         | I protagonisti si accampano in riva a un lago e Golem stringe amicizia con Undine, un Monster dall'aspetto di un'incantevole sirena; in realtà, Undine è al servizio di Gray Wolf e si serve di Golem per avvicinare e attaccare i protagonisti. Unendo le forze, Genki, Tiger, Hare, Suezo e Mocchi riescono a trascinare Undine sulla terraferma, dove la sirena è indebolita, ma Golem s'intromette e impedisce loro di farle del male. Nel parapiglia, si scatena un incendio e Undine rimane intrappolata; Golem cerca di portarla in salvo, ma Undine, commossa dalla gentilezza del gigante e pentita per ciò che ha fatto, preferisce piuttosto lasciarsi morire tra le fiamme. Il gruppo riparte, e Golem, in ricordo della sirena, getta un mazzo di fiori in acqua; i fiori si depositano sulla Pietra dei Perduti di Undine, in fondo al lago. |                   |                  |
| 25                         | Un guerriero valoroso 「廃墟の戦士たち」 - Haikyo no senshi tachi | 9 ottobre 1999    | 16 marzo 2001    |
| 25                         | In fuga da un plotone di Cattivi Salamander, Genki e gli altri vengono aiutati da Centaur, Dragoon e Celious, un trio di potenti Monster centauri. I tre appartengono all'esercito dei Cattivi, tuttavia seguono un rigido codice d'onore e sfidano i protagonisti a duello: il gruppo dovrà scegliere tre membri che si batteranno contro i centauri, uno alla volta, e in caso di vittoria gli eroi saranno liberi di proseguire. Il primo combattimento ha luogo tra Hare e Celious e il centauro ha la meglio. Dopo, è la volta di Suezo, che si batte contro Dragoon, e incredibilmente, complice un irripetibile colpo di fortuna, Suezo ne esce vittorioso. L'ultimo duello vede contrapposti Genki e Centaur, ma lo scontro è interrotto da un attacco dei Salamanders. Centaur rischia la vita per salvare Genki, e quest'ultimo, meravigliato, gli chiede cosa l'abbia spinto a unirsi ai Cattivi; Centaur gli spiega di essersi contrapposto assieme a Dragoon e Celious all'invasione dei Cattivi, ma essendo stato sconfitti da Gray Wolf hanno dovuto sottomettersi. Indignati dalla vigliacca intromissione dei Salamanders, Centaur, Dragoon e Celious li affrontano con l'aiuto di Genki e degli altri, riuscendo a metterli in fuga; a cose risolte, i centauri riconoscono il valore dei protagonisti e decidono di lasciarli andare. |                   |                  |
| 26                         | Melcarba 「暴走戦士メルカーバ」 - Boosoo senshi merukaaba | 16 ottobre 1999   | 19 marzo 2001    |
| 26                         | In cerca di un riparo da un temporale, il gruppo s'inoltra in una foresta e trova un edificio abbandonato; al suo interno, i protagonisti trovano frammenti di una registrazione che rivela che si tratta di una fabbrica in cui un tempo si producevano i Melcarba, un tipo di Monster robotici da combattimento. Gli Juggernauts, Cattivi simili a scarabei corazzati, attaccano il gruppo, ma attivano accidentalmente un Melcarba: quest'ultimo distrugge senza sforzo tutti gli Juggernauts, ma subito dopo, completamente fuori controllo, attacca anche i protagonisti, che sono costretti a fuggire all'esterno. Dopo molti tentativi di distruggerlo, Genki decide di provare ad approfittare del temporale e, piantando un palo metallico nel corpo di Melcarba, riesce a farlo colpire da un fulmine: la scarica elettrica fonde completamente i circuiti dell'automa, disattivandolo. Genki, però, è triste perché si rende conto che Melcarba ha agito così soltanto perché era stato programmato in quel modo e non era quindi padrone delle proprie azioni. Gray Wolf viene informato dell'accaduto e, resosi conto che niente sembra essere in grado di fermare i protagonisti, decide di occuparsi di loro personalmente. |                   |                  |
| 27                         | Appuntamento con Gray Wolf 「ライガー！宿命の対決」 - Raigaa! Shukumei no taiketsu | 23 ottobre 1999   | 20 marzo 2001    |
| 27                         | Uno dei Cabalos, Monster Tiger Cattivi con caratteristiche da rettile, si presenta dai protagonisti con un messaggio: Gray Wolf vuole sistemare la faccenda una volta per tutte battendosi con Tiger. Quest'ultimo accetta e segue il Cabalos fino al luogo dell'appuntamento con Gray Wolf; Genki e gli altri lo seguono a distanza. Tiger scopre con amarezza che Gray Wolf lo accusa di averlo abbandonato nelle mani di Master Moo; innanzi al rifiuto di Tiger di sottomettersi a lui, Gray Wolf gli scatena contro i Cabalos, ma intervengono Genki e gli altri, che affrontano i Cattivi per dare modo a Tiger di vedersela con il fratello. I poteri di Tiger e Gray Wolf si equivalgono e lo scontro non sembra portare a nulla, ma alla fine Tiger riesce a sconfiggere Gray Wolf trafiggendolo mortalmente con le sue corna; sconfitto, Gray Wolf si riconcilia finalmente con Tiger, dopodiché muore. Altrove, Master Moo ritrova finalmente il proprio corpo, dalle sembianze di un'immensa creatura simile a un drago, imprigionato nel ghiaccio nelle viscere di una montagna. |                   |                  |
| 28                         | Color Pandora 「森の仕掛け屋コロペンドラ」 - Mori no shikake ya Koro Pendora | 30 ottobre 1999   | 21 marzo 2001    |
| 28                         | I Cabalos riportano la notizia della sconfitta di Gray Wolf al quarto e ultimo dei Grandi Cattivi, Master Naga, un colossale Monster serpentiforme, che si assume quindi d'ora in poi il compito di fermare i protagonisti. Il gruppo, intanto, s'imbatte nei Color Pandora, una tribù di Monster dall'aspetto di bruchi molto ingegnosi e abilissimi fabbricatori di trappole, che inizialmente attaccano i protagonisti scambiandoli per Cattivi. L'improvviso attacco di un vero Cattivo, Stone Dragon, mette in chiaro la situazione: Hare rischia la vita per salvare un piccolo Color Pandora e il gruppo si guadagna la fiducia della tribù. I Color Pandora rivelano che nel villaggio è presente un tempio per la resurrezione in cui sono custodite le loro Pietre del Mistero, ma non possono attivarle perché Stone Dragon viene regolarmente mandato da Master Naga a rapire i loro cuccioli. Stone Dragon torna all'attacco e i protagonisti collaborano con i Color Pandora per attirarlo in una palude di sabbie mobili, ma la trappola non sembra funzionare; un Color Pandora riesce infine a tranciare le ali di Stone Dragon e a scaraventarlo nella palude, e il drago, che senza le sue ali non è in grado di scappare, annega e muore. I Color Pandora possono così riattivare le Pietre del Mistero e ripopolare il loro villaggio. |                   |                  |
| 29                         | Un capitano coraggioso 「グッバイ！マイフレンド」 - Gubbai! Mai furendo | 6 novembre 1999   | 22 marzo 2001    |
| 29                         | Il gruppo deve attraversare un fiume, che tuttavia è troppo impetuoso da poter essere guadato a nuoto. Lungo la riva, i protagonisti trovano una locanda gestita da Jim, che possiede un battello con cui trasporta passeggeri paganti, e il suo Monster, Eared Mew. Jim, dietro compenso, accetta di portare il gruppo al di là del fiume, ma durante la traversata vengono attaccati dagli Arrowheads, Cattivi dall'aspetto di crostacei. Genki, ignorando gli avvertimenti di Jim, affronta un Arrowhead, ma finisce in acqua, rischiando di annegare. Ripescato da Jim, Genki è demoralizzato, ma il capitano gli spiega che è normale essere impulsivi alla sua età ed è soltanto sbagliando che si acquisisce l'esperienza e la saggezza necessarie per diventare veri uomini. Gli Arrowheads tornano all'attacco e riescono ad affondare il battello; i protagonisti ed Eared Mew sono costretti a tuffarsi in acqua e guadagnare a nuoto l'altra riva, ormai vicina, mentre Jim rimane indietro per tenere a bada gli Arrowheads. Jim, per fortuna, sopravvive e distrugge tutti gli Arrowheads. Pixie, intanto, scopre la montagna dove si trova il corpo di Master Moo. |                   |                  |
| 30                         | Baby Boss 「赤ちゃんボスは元気者」 - Akachan Bosu wa Genki sha | 13 novembre 1999  | 23 marzo 2001    |
| 30                         | In una giungla, il gruppo trova un tempio per la resurrezione in cui sono custodite diverse Pietre del Mistero rosse. Attivandone una, i protagonisti riportano in vita Baby Boss, un piccolo Monster Ape. Baby Boss, nelle sue vite passate, è stato il capo riverito e rispettato della tribù degli Ape e questi ultimi accolgono con gioia il suo ritorno; il piccolo, però, si comporta come un bambino e soltanto Holly, grazie al suo istinto materno, sembra in grado di tenerlo a freno. La notizia della resurrezione di Baby Boss giunge alle orecchie di una tribù rivale, i Rock Apes, che rapiscono il piccolo Monster per sfruttarne i poteri; anche Holly, che in quel momento si stava occupando di lui, viene catturata. Grazie al fiuto di Tiger, Genki e gli altri e gli Apes riescono a trovarli e si scatena un duro scontro fra le due tribù; Holly tenta di convincere i capi a smettere di lottare, ma invano. Nel trambusto, Baby Boss sparisce e le tribù sono costrette a collaborare per trovarlo; alla fine, tutti comprendono l'importanza della convivenza e che Baby Boss può aiutare tutti loro. Nel frattempo, sulla montagna, i Cattivi lavorano per estrarre il corpo di Master Moo dal ghiaccio, e Pixie decide di mettersi in cerca di Genki e degli altri per informarli. |                   |                  |
| 31                         | Un antico luna park 「戦場の遊園地」 - Senjoo no yūen chi | 20 novembre 1999  | 26 marzo 2001    |
| 31                         | Il gruppo trova un luna park risalente a prima della guerra. Una pattuglia di Kuro attacca e cattura Mocchi, ma Pixie interviene e lo libera, permettendo a Genki e gli altri di contrattaccare; sfruttando le attrazioni e con l'aiuto di Pixie, i protagonisti sbaragliano i Kuro e tutto si conclude per il meglio. Pixie informa il gruppo che Master Moo ha trovato il suo corpo, dopodiché se ne va per mettersi alla ricerca della Fenice assieme a Big Blue. Sulla montagna, intanto, Master Moo ha completato l'estrazione del suo corpo dal ghiaccio e tenta di rientrarvi, ma senza successo. Monol si consegna spontaneamente a Moo per raccontargli come si svolse la guerra che portò alla sua creazione e pregarlo di rinunciare; venuto così a sapere dell'esistenza della Porta Finale, Moo ipotizza che il macchinario, essendo stato in grado di separarlo dal suo corpo, possa essere anche in grado di aiutarlo a tornarvi e incarica i Weed di mettersi in cerca dell'arma. |                   |                  |
| 32                         | Il pugnale di Holly 「ホリィの宝物」 - Hori? No hoomotsu | 27 novembre 1999  | 27 marzo 2001    |
| 32                         | Il gruppo incontra Niton, un Monster ambulante dall'aspetto di una chiocciola, disposto a vendere quella che riferisce essere la Pietra del Mistero della Fenice in cambio del pugnale di Holly. La ragazza, che non ha rivelato ai compagni la reale importanza che l'arma ha per lei, accetta a malincuore, ma la pietra si rivela un falso. Tiger rintraccia Niton, che nel frattempo è alle prese con una pattuglia di Jell da lui imbrogliati diverso tempo prima, e dopo aver messo in fuga i Cattivi costringe il mercante a scusarsi; i Jell, tuttavia, si sono presi il pugnale. Nottetempo, Holly, senza dire nulla ai compagni, si avventura nel covo dei Jell per riprendersi il pugnale e s'imbatte nuovamente in Niton. Il mercante ha capito che il pugnale ha un grande valore per Holly e si offre di recuperarlo per lei; in realtà, Niton sperava che Genki e gli altri recuperassero l'arma per lui, così da poterla trafugare, ma la presenza di Holly lo costringe a cambiare i suoi piani. Il mercante rivela ai Jell la posizione dei protagonisti in cambio del pugnale; Genki, Holly e gli altri vengono così catturati, ma riescono a liberarsi e a mettere in fuga i Jell. A questo punto, Niton, che ha osservato la scena, senza farsi vedere rende il pugnale a Holly e se ne va per la propria strada. Pixie e Big Blue, intanto, scoprono che il castello sospeso di Master Moo è in movimento e decidono di seguirlo. |                   |                  |
| 33                         | Gli insegnamenti di Cato 「すすきヶ原の決闘」 - Susuki? Hara no Kettoo | 4 dicembre 1999   | 28 marzo 2001    |
| 33                         | Master Naga invia contro i protagonisti i Bad Cats, due Monster Cat fratelli. Nella lotta, Genki e Mocchi vengono separati dal resto del gruppo e soccorsi da Cato, un anziano Monster Cat buono. Quest'ultimo spiega loro che i Bad Cats erano suoi allievi, ma scelsero di mettersi al servizio di Master Moo per diventare più forti; Genki e Mocchi lo implorano di aiutarli a sconfiggere i fratelli, e Cato, avuta prova della loro determinazione, accetta di addestrarli. Holly e gli altri, nel frattempo, si sono nascosti per sfuggire ai Bad Cats, ma vengono scoperti; Genki e Mocchi li raggiungono appena in tempo e affrontano i Bad Cats. Giocando d'astuzia, Genki e Mocchi riescono a spezzare i micidiali artigli dei due fratelli, e questi ultimi, sconfitti, decidono di togliersi la vita; Cato interviene, e i Bad Cats, pentiti, decidono di abbandonare l'esercito dei Cattivi e tornare a seguire i suoi insegnamenti. Pixie e Big Blue, intanto, scoprono che i Weed sono riusciti a recuperare la Porta Finale. |                   |                  |
| 34                         | La città fantasma 「荒野に消えた街」 - Arano ni kie ta machi | 11 dicembre 1999  | 29 marzo 2001    |
| 34                         | I protagonisti vengono attaccati da Bajaral, il più potente dei Cattivi al servizio di Master Naga, dall'aspetto di un genio, e intrappolati all'interno del suo vaso; soltanto Holly e Mocchi riescono a sfuggirgli si rifugiano in una città in rovina. Si scopre che la città era stata attaccata da Bajaral, e gli abitanti, nel disperato tentativo di annientarlo, piazzarono delle cariche esplosive per distruggere tutto quanto, ma Bajaral li uccise prima che avessero il tempo di attivarle; prima di essere eliminato, il capo del villaggio fece in tempo a lasciare una cronaca scritta di quegli eventi, segnandovi inoltre la posizione delle cariche nella speranza che qualcuno sarebbe prima o poi arrivato a finire il lavoro. Mocchi rimane indietro per tenere impegnato Bajaral mentre Holly corre ad attivare le cariche; con l'aiuto di Genki e degli altri, che dall'interno del vaso riescono a distrarre il genio, Mocchi riesce a intrappolare Bajaral e il genio rimane ucciso nell'esplosione. Con la morte di Bajaral, anche il suo vaso va in pezzi, e Genki e gli altri sono liberi. L'episodio si chiude con Master Moo che si appresta ad attivare la Porta Finale mentre Pixie e Big Blue raggiungono i protagonisti per informarli di ciò che sta accadendo. |                   |                  |
| 35                         | La forza del cuore 「四天王最後の決戦！」 - Shitennoo saigo no kessen! | 18 dicembre 1999  | 30 marzo 2001    |
| 35                         | I protagonisti scoprono di trovarsi vicino al castello di Master Naga. Quasi tutti sono del parere di evitare lo scontro, tranne Suezo, che si teletrasporta al castello del generale con la precisa intenzione di ucciderlo: fu infatti Master Naga a condurre l'attacco contro il villaggio di Suezo e Holly. Genki e gli altri, accompagnati da Pixie e Big Blue, si uniscono a lui; mentre gli altri tengono impegnato l'esercito di Naga, Genki, Holly, Suezo e Mocchi arrivano al cospetto del Cattivo e lo affrontano. Suezo è determinato a distruggere personalmente Master Naga, ma quest'ultimo è troppo potente e lo mette al tappeto senza difficoltà. Anche Genki e Mocchi vengono sconfitti; Holly, rimasta sola, sta per essere eliminata, ma Suezo, Genki e Mocchi si riprendono e contrattaccano, scaraventando Naga in un precipizio. Naga riesce ad aggrapparsi al ciglio e Holly tenta di aiutarlo, ma il generale, piuttosto che accettare la sua compassione, preferisce lasciarsi cadere, morendo. Master Moo, intanto, attiva la Porta Finale e riesce a riunirsi al proprio corpo. |                   |                  |
| 36                         | Il giorno del buio 「イブの夜」 - Ibu no yoru | 25 dicembre 1999  | non trasmesso    |
| 36                         | Master Moo si è riunito al proprio corpo e si mette personalmente in cerca dei protagonisti sfruttando il proprio legame con Holly e il ciondolo magico. Il gruppo, intanto, a cui si sono uniti ora Pixie e Big Blue, prosegue il viaggio e arriva a un villaggio di montagna; gli abitanti, tuttavia, rifiutano di concedere loro ospitalità perché una superstizione locale vuole che quello sia il "giorno del buio", durante cui un mostro giunge per rubare i bambini dalle case. La piccola Eve apprende la storia dell'orco dal proprio nonno e decide di mettersi in cerca del "dio del sole", che la leggenda narra sia in grado di sconfiggere l'orco, ma viene catturata da Moo. I protagonisti, attirati dalle urla di Eve, accorrono e si trovano così faccia a faccia con Moo: quest'ultimo rivela a tutti che Holly è sua figlia, e la ragazza è così costretta a svelare il proprio segreto e la vera origine del pugnale. Al sorgere del sole, tuttavia, Moo scopre che la fusione è incompleta e di essere perciò vulnerabile alla luce, dovendo ritirarsi. Eve può così tornare dalla sua famiglia. |                   |                  |
| 37                         | Il compleanno di Holly 「ホリィのハッピーバースデー」 - Hori? No Happii Baasudee | 8 gennaio 2000    | 2 aprile 2001    |
| 37                         | Pixie e Big Blue lasciano il gruppo per andare in cerca di volontari con cui creare una resistenza contro Moo. I protagonisti si apprestano a ripartire, ma Suezo si ricorda che proprio quel giorno è il compleanno di Holly; d'accordo con gli altri, decide dunque di preparare una festa a sorpresa per l'amica, demoralizzata in seguito all'incontro con Moo. Genki, Suezo, Golem, Tiger e Mocchi si procurano il cibo mentre Hare prepara un regalo per Holly; dopo molte peripezie, tra cui una spettacolare lotta tra Mocchi e un gigantesco luccio che diventerà la portata principale della festa, tutto è pronto e Holly può così festeggiare il suo compleanno. Il regalo di Hare per Holly si rivela uno spettacolo di fuochi d'artificio; Holly, commossa, ringrazia tutti e Genki le promette che daranno un'altra festa molto presto, quando avranno trovato la Fenice e suo padre sarà finalmente liberato. Moo, intanto, non può ancora esporsi alla luce solare e decide di affidare il compito di sbarazzarsi dei protagonisti all'ultimo e più temuto dei suoi comandanti, il generale Durahan. |                   |                  |
| 38                         | La sfida del generale Durahan 「魔将軍デュラハンの挑戦」 - Ma shoogun Derahan no choosen | 15 gennaio 2000   | 3 aprile 2001    |
| 38                         | Il generale Durahan conduce il suo attacco dalla sua base operativa, un velivolo equipaggiato con un corpo scelto di soldati; in realtà, Durahan, istigato dalla sua perfida luogotenente Lilim, una Monster Pixie, intende spodestare Moo una volta sbarazzatosi dei protagonisti. Il generale invia uno dei suoi soldati, End Bringer, un micidiale Monster Henger: il suo attacco è talmente devastante da spazzare via Suezo, Mocchi, Tiger, Golem e Hare, mentre Holly riesce a stento a portare in salvo Genki, malconcio e privo di sensi. I due si rifugiano in una grotta, ma End Bringer riesce a trovarli e Holly, per proteggere Genki, è costretta a uscire allo scoperto; riuscita ad attirarlo lontano, la ragazza affronta End Bringer da sola, ma viene sopraffatta. End Bringer si appresta a eliminarla, ma Genki, ripresosi, riesce a usare il potere del ciondolo magico per chiamare a sé Suezo, Mocchi, Tiger, Golem e Hare; i sei, rinvigoriti dal potere del ciondolo, corrono a salvare Holly e riescono a distruggere End Bringer. |                   |                  |
| 39                         | Baku 「さよならバクー」 - Sayonara Bakū | 22 gennaio 2000   | 4 aprile 2001    |
| 39                         | In fuga da un plotone di Shell Saurians Cattivi, i protagonisti s'inoltrano in una foresta e qui s'imbattono in Baku, un Monster dall'aspetto di un enorme e placido cagnone. Baku si è posto di guardia innanzi a un ponte e non permette a nessuno di attraversarlo; curiosamente, però, Baku sembra prendere in immediata simpatia Genki e accetta di far passare il gruppo. Gli Shell Saurians continuano a seguire i protagonisti, ma vengono eliminati uno dopo l'altro da Baku, estremamente forte e veloce malgrado l'aspetto pacioso; il comandante degli Shell Saurians, Chariot, un Monster Centauro corazzato appartenente al corpo scelto di Durahan, decide allora d'intervenire di persona. Durante lo scontro, Genki viene separato dagli altri e finisce in un villaggio in rovina disseminato di Monster Perduti; qui, il ragazzino si trova alle prese con gli ultimi Shell Saurians rimasti, ma viene tirato fuori dai guai ancora una volta da Baku. Si scopre che proprio Chariot distrusse il villaggio e Baku sopravvisse al massacro per puro miracolo, rimanendo da quel giorno a protezione delle rovine e delle tombe dei caduti. Baku affronta Chariot e riesce a distruggerlo, ma viene ferito mortalmente. Il cane si rintana per morire in una delle case e Genki, seguendolo, trova un'immagine del suo padrone, scoprendo che si trattava di un ragazzino molto somigliante a lui: Baku lo ha protetto a costo della vita perché Genki gli ricordava il suo padroncino, ucciso da Chariot. Finalmente sereno, Baku muore e Genki, commosso, piange sulla tomba del fedele cane. |                   |                  |
| 40                         | Il segreto del ciondolo magico 「ガイアの秘密」 - Gaia no himitsu | 29 gennaio 2000   | 5 aprile 2001    |
| 40                         | Il gruppo arriva alle rovine di una città e qui i protagonisti conoscono Colt, una giovane studiosa. Colt rivela loro ciò che ha scoperto, confermando la storia di Monol e ipotizzando che Holly e la gente del suo villaggio siano i discendenti degli antichi abitanti della città: sia il pugnale che il ciondolo magico, infatti, recano tracce della civiltà che un tempo popolava quelle rovine. La discussione è interrotta dall'attacco di Metal Jell, uno dei guerrieri del generale Durahan; grazie a una strategia di Hare, il gruppo riesce a eliminarlo, ma subito dopo arrivano i Knight Mocchi, un'armata di Monster Mocchi corazzati anch'essi agli ordini di Durahan. Anche Metal Jell, in realtà sopravvissuto, si ricompone e i protagonisti si trovano ora in netta inferiorità numerica; rifugiatisi assieme a Colt nei meandri delle rovine, gli eroi si ritrovano all'interno di una fabbrica e il ciondolo magico brilla improvvisamente, riaccendendo i macchinari presenti. Colt capisce che il ciondolo è un dispositivo di attivazione e che la fabbrica in cui si trovano è il luogo dove anticamente venivano creati i Monster e le Pietre del Mistero. Metal Jell e i Knight Mocchi attaccano, ma mandano in sovraccarico i macchinari della fabbrica, provocandone l'esplosione: i Cattivi rimangono uccisi, mentre i protagonisti e Colt riescono a salvarsi. La ragazza riparte per continuare le sue ricerche e anche Genki e il suo gruppo si rimettono in marcia. |                   |                  |
| 41                         | Jagd Houng 「ライガー最後の日」 - Raigaa saigo no hi | 5 febbraio 2000   | 6 aprile 2001    |
| 41                         | I protagonisti vengono attaccati da Jagd Houng, un Monster Tiger di aspetto simile a un Worm. Costui, però, non è un Cattivo: Jagd Houng è stato infatti ricattato da Lilim, che ha rapito un neonato a cui il segugio pare tenere molto per costringerlo a lavorare per lei. Tiger mette in fuga Jagd Houng e lo pedina, riuscendo infine a costringerlo a confessargli la verità: Jagd Houng è stato allevato in un villaggio di umani che venne distrutto dai Cattivi qualche tempo prima, lasciando come unici superstiti proprio lui e il bambino. Da allora, Jagd Houng, in memoria degli umani che l'avevano preso con loro, ha fatto voto di proteggere il piccolo anche a costo della vita. Genki e gli altri, intanto, si mettono in cerca di Tiger, ma Lilim e Jagd Houng si presentano innanzi a loro con una Pietra dei Perduti che riferiscono essere proprio quella di Tiger, ucciso da Jagd Houng. Furioso e addolorato, Genki si scontra con Jagd Houng per vendicare la morte dell'amico, ma il combattimento è interrotto proprio da Tiger; quest'ultimo, infatti, d'accordo con Jagd Houng, ha finto la propria morte per poter liberare il bambino, e la Pietra dei Perduti appartiene in realtà a un Evil Hare al servizio di Lilim. Furibonda, Lilim sguinzaglia il proprio esercito di Evil Hares, ma è infine sconfitta e costretta a battere in ritirata. Jagd Houng ringrazia i protagonisti per l'aiuto e riparte con il bambino, deciso a trovargli un posto in cui crescere al sicuro dai Cattivi. |                   |                  |
| 42                         | Capitan Astro 「宇宙から来た戦士たち」 - Uchū kara ki ta senshi tachi | 12 febbraio 2000  | 9 aprile 2001    |
| 42                         | Durahan sguinzaglia contro il gruppo gli Astro, Monster robotici un tempo usati dal popolo antico per le esplorazioni spaziali. Dopo ben tre giorni di fuga ininterrotta, i protagonisti trovano il relitto di un'astronave e vi si rifugiano, scoprendo al suo interno i resti di moltissime Pietre dei Perduti. Capitan Astro, capo dei Cattivi, li raggiunge e rivela loro la verità: gli Astro erano tenuti in schiavitù dagli umani, che li trattavano con crudeltà e li distruggevano senza pietà quando non erano più in grado di svolgere il loro lavoro. I pochi superstiti furono trovati da Moo, che offrì loro la possibilità di vendicarsi in cambio del loro servizio. Genki tenta di fargli capire che non tutti gli umani sono malvagi, ma Capitan Astro non sente ragioni e lo attacca; l'assalto provoca la rottura dei serbatoi di carburante, che riversandosi nell'astronave provoca una vera e propria inondazione. Genki rischia la vita per salvare Astro, e quest'ultimo, avuta così la prova che esistono anche umani buoni, si sacrifica per proteggerlo dall'attacco degli altri Astro, morendo; commosso, Genki piange la sua morte e gli altri Astro, toccati dal suo dolore, scelgono di ritirarsi. |                   |                  |
| 43                         | La mela della discordia 「砂の刺客レマクラスト」 - Suna no shikaku Remakurasuto | 19 febbraio 2000  | 10 aprile 2001   |
| 43                         | I protagonisti sono senza provviste e trovano un melo su cui è rimasto un unico frutto; tentando di prenderlo, Mocchi finisce accidentalmente con il mangiarselo tutto, scatenando l'indignazione di Genki. Mocchi, ferito, rifiuta da quel momento di rivolgergli la parola, e anche Genki, altrettanto testardo, non vuole ammettere di aver esagerato. Il gruppo si trova a dover attraversare una gola desertica, e qui viene attaccato da uno dei Cattivi di Durahan, Renocraft, una sorta di Monster Henger in grado di muoversi molto rapidamente nella sabbia. Hare, resosi conto che Renocraft è vulnerabile fuori dalla sabbia, propone che qualcuno faccia da esca per attirarlo allo scoperto e dare modo agli altri di distruggerlo; durante la discussione, Mocchi cade nella sabbia e Genki, riuscito a realizzare una specie di tavola da windsurf con mezzi di fortuna, si precipita a salvarlo. I due, fatta così pace, collaborano e riescono ad attirare Renocraft fuori dalla sabbia: Golem, Hare, Suezo e Tiger riescono così a eliminarlo. Usciti dal deserto, i protagonisti giungono in un bosco e qui trovano un altro albero, che questa volta ha abbastanza mele per tutti: le cose si concludono così per il meglio e la lite viene dimenticata. |                   |                  |
| 44                         | Il furto del ciondolo magico 「激闘！ガイア争奪戦」 - Gekitoo! Gaia soodatsu sen | 26 febbraio 2000  | 11 aprile 2001   |
| 44                         | Master Moo scopre di aver bisogno del ciondolo magico per completare la fusione e incarica Durahan di recuperarlo; il generale, costretto a obbedire, concede all'inviato di Moo, Capitan Weed, la sua armata di Gangsters, Monster robotici indistruttibili. I protagonisti sfuggono all'assalto dei Gangsters grazie al teletrasporto di Suezo, ma capiscono che stavolta l'obiettivo dei Cattivi è il ciondolo magico; Hare, allora, suggerisce di travestire Genki in modo da farlo passare per Holly, così da fare da esca per consentire a Tiger di portare la ragazza al sicuro. L'idea pare funzionare, ma Lilim scopre il tranello e riesce a rubare il ciondolo a Holly; a questo punto, Lilim tradisce Capitan Weed e dà ordine ai Gangsters di eliminarlo. Prima di morire, Capitan Weed riesce a colpire il capo dei Gangsters nel suo punto debole, distruggendolo definitivamente, e ciò disattiva anche il resto dell'armata, ma Lilim riesce comunque a fuggire con il ciondolo e a portarlo a Durahan: il generale ha ora in pugno la sola cosa in grado di restituire potere a Moo e si appresta a distruggerlo. |                   |                  |
| 45                         | L'ultima battaglia di Durahan 「デュラハン暁に死す」 - Derahan akatsuki ni shisu | 4 marzo 2000      | 12 aprile 2001   |
| 45                         | Durahan sferra il suo attacco contro Moo, ma fallisce; il generale richiede l'intervento della sua armata, ma Lilim, resasi conto che il generale è comunque destinato alla sconfitta, lo tradisce e si schiera dalla parte di Moo, distruggendo inoltre i suoi guerrieri rimasti ancora ibernati. Durahan, a questo punto, fugge con il ciondolo magico a bordo del suo aeromobile e Moo gli sguinzaglia alle calcagna la propria flotta aerea, a cui si unisce anche Lilim. I protagonisti, intanto, decidono di provare a teletrasportarsi nel luogo dove si trova il ciondolo e dopo molti tentativi riescono ad arrivare sull'aeromobile, trovandosi così finalmente faccia a faccia con Durahan; il generale oppone fiera resistenza, ma viene infine sconfitto dall'unione dei loro poteri. La flotta di Moo attacca e Lilim, approfittando della sconfitta di Durahan, tenta d'impadronirsi del ciondolo. Alla fine, però, a prendere il ciondolo sono i Cattivi di Moo e i protagonisti fanno appena in tempo a teletrasportarsi a terra prima che la flotta di Moo bombardi l'aeromobile, distruggendolo; negli ultimi istanti prima della fine, Durahan uccide Lilim, vendicandosi così del suo tradimento. I protagonisti non sono così riusciti a riprendersi il ciondolo, ma non si perdono d'animo e ripartono nell'ultima direzione indicata dal gioiello, determinati a trovare comunque la Fenice. |                   |                  |
| 46                         | Il ritrovamento della Fenice 「戦いと憎しみと」 - Tatakai to nikushimi to | 11 marzo 2000     | 13 aprile 2001   |
| 46                         | Moo, sfruttando l'energia del ciondolo magico, completa la fusione, riacquistando tutto il proprio potere. I protagonisti, intanto, arrivano a un villaggio di montagna nei pressi del monte dove si nasconde Moo e qui conoscono Jill, un Monster di aspetto simile a uno yeti e capo della comunità, che offre loro ospitalità. Jill spiega loro che la Fenice è venerata nel villaggio perché anticamente lo salvò dall'attacco di un Monster Cattivo, che riuscì a purificare, e li conduce fino al luogo in cui, sepolto nel ghiaccio, si trova il corpo della Fenice: gli abitanti del villaggio lo trovarono per caso, e da allora si assunsero il compito di custodire il segreto, così da proteggere la Fenice da Moo. Ora, per farla rivivere, non rimane altro da fare che recuperarne l'anima, e Jill suggerisce che, come accaduto a Master Moo, anche la Fenice si sia incarnata in un corpo ospite. Holly prova a usare il suo potere per scoprire dove si trova la sua anima, ma percepisce invece l'arrivo di Moo; il gruppo decide allora di allontanarsi in fretta per evitare che Moo scopra il corpo della Fenice. Moo riesce a trovarli, e i protagonisti si preparano allo scontro finale. |                   |                  |
| 47                         | Il sacrificio di Big Blue 「涙」 - Namida | 18 marzo 2000     | non trasmesso    |
| 47                         | Genki, Mocchi, Hare, Suezo, Golem e Tiger tentano disperatamente di fermare Moo tramite l'unione dei propri poteri, ma invano; la situazione è disperata, ma intervengono Pixie e Big Blue, a cui si sono uniti anche Falcon e i suoi draghi. Pixie è riuscita a radunare una grande resistenza che comprende, tra gli altri, Allan, Jim, il capitano Horn, Eddie e tutti gli altri amici incontrati dai protagonisti durante la loro avventura, e tutti insieme stanno combattendo contro l'esercito dei Cattivi. Gli eroi attaccano, ma Moo è troppo potente e prende in ostaggio Pixie, torturandola per alimentare il loro odio e diventare ancora più potente. Ben presto, però, Moo stesso viene sopraffatto e perde il controllo, proprio come accaduto durante l'ultima guerra, e inizia a distruggere ogni cosa, attaccando per prima cosa il proprio stesso esercito. Falcon e i suoi draghi ne approfittano per tentare di recuperare il ciondolo magico, nella speranza che esso riporti in vita la Fenice, mentre Genki e gli altri si rifugiano al villaggio di Jill. Pixie è in punto di morte e Big Blue sceglie di sacrificarsi, fondendosi con lei per darle la propria energia: Pixie rinasce così come Granity, una versione angelica e purificata di sé stessa. |                   |                  |
| 48                         | Cieli blu 「青空」 - Aozora | 25 marzo 2000     | 16 aprile 2001   |
| 48                         | Falcon e i draghi non riescono a recuperare il ciondolo magico, andato distrutto durante l'attivazione della Porta Finale, ma trovano Monol e lo portano in salvo. Monol rivela ai protagonisti una sconvolgente verità: quando la Porta Finale separò le anime di Moo e della Fenice dai rispettivi corpi, l'anima della Fenice si divise in cinque parti che andarono a fondersi con altrettante Pietre del Mistero e con i Monster in esse contenuti. Questi Monster non sono altri che Mocchi, Tiger, Suezo, Golem e Hare, che costituiscono rispettivamente il coraggio, la rabbia, l'orgoglio, la gentilezza e l'intelligenza della Fenice; a riprova di ciò, il ciondolo magico ha condotto Holly a ognuno di loro. Affinché i cinque potessero sviluppare appieno la parte di anima contenuta in ognuno, tuttavia, erano necessarie tutte le esperienze che hanno vissuto nel corso della loro avventura, e per riunirli era fondamentale un'enorme energia, rappresentata da Genki stesso; ora, per resuscitare la Fenice, Genki dovrà fondere assieme Mocchi, Tiger, Suezo, Golem e Hare tramite lo stesso procedimento usato da Pixie e Big Blue per generare Granity, cosa che tuttavia comporterà inevitabilmente la loro scomparsa. A malincuore, dopo aver detto addio ai cinque amici, Genki effettua la fusione; la Fenice torna così in vita e distrugge Master Moo. Tutti i Monster Perduti si tramutano in Pietre del Mistero, cosa che permetterà loro di essere riportati in vita, e i Cattivi vengono purificati, ritornando buoni; Genki, invece, ora che compiuto la propria missione, viene riportato nel mondo reale. |                   |                  |
| Seconda serie (25 episodi) | |                   |                  |
| 49                         | Il ritorno di Genki 「扉が開くとき」 - Tobira ga hiraku toki | 1º aprile 2000    | 17 maggio 2001   |
| 49                         | È passato circa un anno dalla sconfitta di Master Moo. Genki, tornato nel mondo reale, ha ripreso la sua vita normale, ma sente molto la mancanza dei suoi amici. Un giorno, tornando da scuola, Genki ha una visione di Mocchi e lo segue fino nel retro di un negozio di giochi, dove trova una console contenente un CD-ROM di Monster Rancher su cui è impressa proprio l'immagine di Mocchi; incuriosito, Genki avvia il gioco e assiste a un prologo che ha per protagonisti Holly e Mocchi. Nel mondo del gioco, in seguito alla battaglia finale contro Moo, l'anima della Fenice si è nuovamente divisa e Holly si è messa in viaggio per ritrovare i suoi amici, riuscendo a recuperare la Pietra del Mistero di Mocchi e a riportarlo in vita. I due ripartono alla ricerca di Tiger, Suezo, Hare e Golem, ma Holly comincia a sentire la voce di suo padre, che la guida fino al luogo dove trova una Pietra del Mistero nera con impresso il simbolo dei Cattivi: si tratta della pietra in cui, dopo la battaglia finale, sono state sigillate l'anima di Moo e del padre di Holly, ancora fuse assieme. Ciò significa che l'anima malvagia di Moo non è stata distrutta completamente, e a riprova di ciò, un gruppo di Jells Cattivi attacca con l'obiettivo d'impadronirsi della pietra e far rivivere il Male. Mocchi fugge con la reliquia mentre Holly, armata del pugnale di suo padre, rimane indietro per trattenere i Jells, ma inutilmente: i Cattivi intrappolano Mocchi nello stesso tempio per la resurrezione attraverso cui Genki arrivò nel mondo del gioco. Mocchi cerca di dare battaglia, ma ha perso i suoi poteri dopo essere diventato una Pietra del Mistero e viene facilmente sconfitto. I Jells s'impossessano della Pietra del Mistero nera e provano ad attivarla; l'evocazione fallisce, ma in qualche modo richiama Genki, che torna così nel mondo del gioco. Di nuovo insieme, Genki e Mocchi sconfiggono facilmente i Jells, riprendendosi la Pietra del Mistero, e si riuniscono a Holly: commossa, la ragazza dà il bentornato all'amico e tutti e tre si apprestano a iniziare una nuova avventura.                                                                                        |                   |                  |
| 50                         | Di nuovo insieme 「目指せ！レジェンド杯」 - Mezase! Rejendo hai | 15 aprile 2000    | 18 maggio 2001   |
| 50                         | I Jells riferiscono l'accaduto al loro comandante: costui è nientemeno che il generale Durahan, in realtà sopravvissuto all'ultima battaglia, sebbene il suo corpo sia andato distrutto e di lui sia rimasta solo la testa, collegata a un impianto robotico che lo tiene in vita. Durahan è ora il capo degli ultimi Cattivi rimasti e progetta d'impadronirsi della Pietra del Mistero nera per assorbirne il potere; al suo fianco ci sono i suoi fedelissimi, ossia Cyborg Weed, la Monster Pixie Poison, l'ottuso Monster robotico Gobi e Mum Mew, una vanitosa e petulante Monster dall'aspetto di una gatta umanoide. Durahan è inoltre riuscito a ricostruire parte della sua armata e sguinzaglia contro i protagonisti uno dei suoi soldati, Pink Jam, un Monster Jell di colore rosa. Holly, intanto, spiega a Genki di aver saputo da Monol che è possibile liberare suo padre, ma bisogna prima trovare un modo per sigillare definitivamente l'anima di Moo. Genki, Holly e Mocchi giungono in una città, ignari che lì si trovano anche Suezo e Golem, che si guadagnano da vivere come prestigiatori. Qui, i protagonisti assistono alla Legend Cup, un torneo di lotta cui prendono parte soltanto i Monster più forti: il combattimento finale vede contrapposti il colossale Battle Rock e la coppia formata da Poritoka e Most, rispettivamente un Monster Suezo e un Monster Mocchi albini. Most sconfigge Battle Rock e si aggiudica il trofeo in palio, nel quale, con immenso stupore dei protagonisti, è incastonato un ciondolo magico. Genki e Mocchi decidono di vincere una Legend Cup in modo da procurarsi un ciondolo e usarne il potere per liberare il padre di Holly, ma prima dovranno qualificarsi vincendo una serie di tornei preliminari. La puntata si chiude con l'incontro con Suezo e Golem, che tornano a far parte del gruppo. |                   |                  |
| 51                         | Il ritorno di Tiger 「激闘!!ルーキー杯」 - Gekitoo!! Rūkii hai | 22 aprile 2000    | 18 maggio 2001   |
| 51                         | Il gruppo giunge alla città dove avrà luogo il primo dei tornei a cui dovranno prendere parte, la Rookie Cup; il premio in palio è una Pietra del Mistero e Holly, grazie al suo potere, scopre che in essa è sigillato Tiger. Pink Jam, informato della cosa, decide d'impadronirsene e si sostituisce a uno dei partecipanti, Muddy Jell. Al torneo, Mocchi, nonostante non abbia ancora recuperato le proprie tecniche di combattimento, riesce ad arrivare in finale. L'ultimo avversario è proprio Pink Jam; quest'ultimo riesce a metterlo in difficoltà, ma Mocchi non si arrende e riesce infine a sconfiggerlo, smascherandolo e costringendolo a darsela a gambe. La vittoria di Mocchi risulta comunque non valida dal momento che non si è battuto contro lo sfidante regolare, ma Muddy Jell, con grande sportività, intercede volentieri per Mocchi come ringraziamento per aver smascherato Pink Jam. I protagonisti si aggiudicano così la Pietra del Mistero e riportano in vita Tiger. |                   |                  |
| 52                         | Hare salva la situazione 「ムハッとハム参上！」 - Muhat to Hamu sanjoo! | 29 aprile 2000    | 21 maggio 2001   |
| 52                         | Tiger si è riunito al gruppo, ma scopre che, proprio come accaduto per Mocchi, la trasformazione in Pietra del Mistero gli ha fatto scordare tutte le sue tecniche di combattimento. I protagonisti riprendono il viaggio verso la città dove avverrà il prossimo torneo e strada facendo incontrano Daton e Datonare, due membri del vecchio branco di Tiger, che decidono di unirsi a loro per un po'. Giunti a un frutteto, Tiger, Daton e Datonare decidono di rubare qualche frutto, ma vengono fermati dal guardiano, che altri non è che Hare: quest'ultimo, come avvenuto anche per Golem e Suezo, non si è tramutato in Pietra del Mistero e dopo la battaglia finale si è ritrovato per caso nel frutteto. La proprietaria, una giovanissima ragazza di nome Tama, si è presa cura di lui e Hare è rimasto con lei, aiutandola nel lavoro e sorvegliando per lei il frutteto, regolarmente preso d'assalto da ladri e vagabondi. Tama è disposta a lasciarlo andare con Genki e gli altri, ma Hare non ha cuore di abbandonarla e il gruppo riparte senza di lui. Durante un turno di vedetta, Hare si accorge che gli amici sono pedinati dagli Zebra Saurians, un tipo di Monster Zuum; senza le tecniche di Tiger, il gruppo è in netta inferiorità, ma Hare interviene e mette in fuga i Cattivi. Tama, a questo punto, capendo che per Hare è importante tornare con i suoi amici, lo esorta ad andare con loro; Hare è ancora riluttante, ma Daton e Datonare decidono di rimanere con lei per aiutarla a proteggere il frutteto. Hare può così riunirsi al gruppo. |                   |                  |
| 53                         | Wonder Brothers 「強敵カラコルム兄弟現る!?」 - Kyooteki karakorumu kyoodai gen ru!? | 6 maggio 2000     | 22 maggio 2001   |
| 53                         | I protagonisti conoscono i Wonder Brothers, due Monster fratelli ibridi tra Monster Hare e Monster Jill. Saputo che i due intendono prendere parte al loro stesso torneo, Genki propone un incontro di allenamento tra Mocchi e il più giovane e mastodontico dei due fratelli, Little Brother, che tuttavia è molto pacifico e non ama lottare: il combattimento, infatti, si conclude in perfetta parità. Big Brother non vuole rischiare di perdere il torneo e con l'inganno sottrae la Pietra del Mistero a Holly, nascondendola in modo che i protagonisti perdano tempo a cercarla e non riescano quindi a partecipare alla competizione. I Drill Tusk, Monster Worm Cattivi dotati di zanne simili a trapani che permettono loro di muoversi sottoterra molto rapidamente, attaccano i protagonisti, ma quando scoprono l'accaduto si mettono sulle tracce dei Wonder Brothers; i due vengono tirati fuori dai guai dai protagonisti e da Little Brother, pentito per aver assecondato il fratello. A cose risolte, i Wonder Brothers rendono la Pietra del Mistero al gruppo e Little Brother, grazie all'incoraggiamento di Mocchi, riesce finalmente a confessare a Big Brother di non avere alcun desiderio di prendere parte al torneo; Big Brother capisce i sentimenti del fratello e assieme decidono di tornare a casa. |                   |                  |
| 54                         | La presunzione di Tiger 「マンディー記念杯 立て!ライガー！」 - Mandii kinen hai date! Raigaa! | 13 maggio 2000    | 23 maggio 2001   |
| 54                         | Il gruppo arriva nella città dove si terrà il secondo torneo. La competizione prevede combattimenti a squadre, e Tiger decide d'iscriversi assieme a Mocchi nonostante non abbia ancora recuperato le proprie tecniche; malgrado ciò, Tiger rifiuta testardamente di allenarsi. Il giorno del torneo, Genki, Tiger e Mocchi riescono ad arrivare in finale senza grosse difficoltà e affrontano l'altra squadra di finalisti. Nel primo combattimento, Tiger deve vedersela con un Black Niton, ma ignora i consigli di Genki e viene miseramente sconfitto, subendo una cocente umiliazione. Dopo, è la volta di Mocchi, che si scontra con Fake Penguin, un enorme incrocio fra un Monster Mocchi e un Monster Tiger; malgrado lo svantaggio e le scorrettezze da parte dell'avversario, Mocchi riesce a vincere, recuperando inoltre una delle sue tecniche grazie all'intenso allenamento cui si era sottoposto con Genki. Le squadre sono ora in parità e devono affrontarsi in un ultimo combattimento; Mocchi, esausto, non è in grado di continuare e il suo posto viene preso da Tiger, che ha così modo di avere la sua rivincita contro Black Niton. Stavolta, Tiger ha imparato la lezione e, lasciandosi guidare da Genki, riesce a recuperare le proprie tecniche e ad aggiudicarsi la vittoria. |                   |                  |
| 55                         | Il compagno perduto 「誰がために鐘は鳴る」 - Dare ga tame ni kane wa naru | 20 maggio 2000    | 24 maggio 2001   |
| 55                         | Il gruppo incontra Fairy Hare, una vecchia conoscenza di Hare, che gestisce un orfanotrofio. Hare, Fairy Hare e il loro compagno Wild Hare si dedicavano un tempo a depredare i rifugi dei Cattivi, ma un giorno una scorreria in un magazzino andò male e causò un'esplosione in cui Wild Hare rimase ucciso e anche Fairy Hare fu dispersa; rimasto solo, Hare prese dunque a vagabondare di città in città, vivendo di espedienti finché non incontrò Genki e gli altri. Più tardi, i protagonisti s'imbattono in Wild Hare, in realtà sopravvissuto all'esplosione del magazzino, inseguito dai Black Plants, un tipo di Monster Weed Cattivi. Una volta al sicuro, Wild Hare rivela di aver scoperto un rifugio dei Black Plants pieno di cibarie e propone di razziarlo. Nottetempo, Hare s'introduce al rifugio e Fairy Hare e Wild Hare decidono di accompagnarlo; una volta all'interno, però, Wild Hare si rivela essere un Cattivo e prende in ostaggio Fairy Hare per costringere i protagonisti a consegnare la Pietra del Mistero. Wild Hare vendette i due amici ai Cattivi perché convinto che Hare e Fairy Hare si amassero e volessero escluderlo: fu proprio lui a far saltare in aria il magazzino, e ora ha orchestrato quest'altra trappola con la complicità dei Black Plants per portare a termine la sua vendetta. Hare libera l'amica e lo affronta per dare modo a Genki e gli altri di recuperare la reliquia; alla fine, Hare e Fairy Hare riescono a far ragionare l'amico, che torna in sé. La Pietra del Mistero viene recuperata e Wild Hare decide di rimanere con Fairy Hare per aiutarla a occuparsi degli orfani, mentre i protagonisti riprendono il cammino. |                   |                  |
| 56                         | Il tesoro sommerso 「海に消えた円盤石」 - Umi ni kie ta enban seki | 27 maggio 2000    | 25 maggio 2001   |
| 56                         | Lungo una costa, i protagonisti trovano una stazione per le immersioni e qui vengono attaccati dai Jelly Gaboo, mandati da Durahan. Nel parapiglia, la Pietra del Mistero nera cade in mare e i Jelly Gaboo vengono messi in fuga dal padrone di casa, il professor Gordish, un Monster che pare un ibrido tra un Monster Cat e un Monster Gali e che è impegnato nella ricerca di un favoloso tesoro sommerso. Gordish, a bordo del suo sommergibile, sconfigge i Cattivi, ma subito dopo attacca anche i protagonisti, scambiandoli per predoni; chiarita la situazione, il professore accetta di aiutarli a recuperare la Pietra del Mistero. Gordish s'immerge accompagnato da Genki, Holly e Mocchi mentre gli altri rimangono di guardia alla stazione; seguendo la guida fornita dal potere di Holly, i quattro finiscono in un antro sottomarino dove, oltre alla Pietra del Mistero, trovano anche il tesoro che Gordish stava cercando. I Jelly Gaboo attaccano, e Mocchi riesce a sbloccare un'altra delle sue tecniche, riuscendo a sconfiggerli, ma nel caos il tesoro finisce distrutto; il professor Gordish, che in fondo è riuscito a realizzare il suo sogno, non se la prende e dopo aver salutato i protagonisti riparte a bordo del suo sommergibile in cerca di nuovi tesori. |                   |                  |
| 57                         | Suezo campione 「Ｍ-１グランプリ ガンバ！スエゾー」 - M-1 guranpuri ganba! Suezoo | 3 giugno 2000     | 28 maggio 2001   |
| 57                         | Il gruppo arriva nella città dove si terrà il terzo torneo. La competizione prevede combattimenti a squadre di tre Monster e gli unici a potersi iscrivere oltre a Mocchi sono Suezo e Golem; Suezo, però, non ha alcuna intenzione di partecipare. In città, Suezo incontra un piccolo Furred Suezo vittima di alcuni teppisti, un gruppo di Monster Suezo di aspetto ibrido con i Monster Worm, e decide di aiutarlo a recuperare un ritratto di Poritoka che gli hanno rubato; Suezo affronta i teppisti, ma viene malmenato. L'esperienza, comunque, riesce a fargli trovare l'amor proprio, e Suezo decide infine di prendere parte al torneo, arrivando in tempo per l'ultimo incontro: Golem e Mocchi, infatti, hanno rispettivamente perso e vinto i primi due incontri, pertanto la situazione è in parità e la vittoria dipende da Suezo. Nonostante sia parecchio malridotto, Suezo non si arrende e infine riesce a battere l'avversario, un gigantesco Monster Zilla, e a diventare così campione. Risolte le cose, Suezo si offre di aiutare ancora una volta Furred Suezo a riprendersi la foto, ma il piccolo Monster declina: ora non ne ha più bisogno perché adesso è Suezo il suo eroe. |                   |                  |
| 58                         | Una traversata pericolosa 「走れ！遥かなる対岸へ」 - Hashire! Haruka naru taigan e | 10 giugno 2000    | 29 maggio 2001   |
| 58                         | I protagonisti devono attraversare un'immensa palude e si affidano a una tassista di nome Sandra che offre il passaggio in cambio di una modesta somma; a metà del tragitto, tuttavia, Sandra cambia gli accordi e pretende un pagamento ulteriore per proseguire. Dopo una lunga trattativa, il viaggio riprende, ma il taxi viene attaccato dagli Jura Walls, un tipo di Monster Monol Cattivi, e Sandra, per seminarli, finisce su un isolotto, schiantandosi e rimanendo ferita. Holly si offre di medicarla e le due ragazze hanno così modo di parlarsi e di conoscersi: Sandra rivela che il taxi è tutto ciò che le rimane di suo padre, morto diversi anni prima, e alla scoperta che Holly viaggia proprio per salvare il proprio padre, la tassista cambia radicalmente atteggiamento e giura che porterà a termine la traversata qualsiasi cosa accada. Riparati i guasti al taxi, il viaggio riprende e gli Jura Walls tornano all'attacco; con l'aiuto di tutti, gli Jura Walls vengono sconfitti, ma il taxi di Sandra finisce distrutto. Al sicuro sull'altra sponda, Sandra rifiuta di essere pagata ed esorta Holly a non perdere la speranza che un giorno potrà riabbracciare suo padre. |                   |                  |
| 59                         | Grazie Allan 「再会のアラン」 - Saikai no Aran | 17 giugno 2000    | 30 maggio 2001   |
| 59                         | Genki ha preso molto sul serio il suo ruolo di allenatore e decide di mettere a punto una serie di strategie per sfruttare al meglio i poteri di Mocchi, Tiger, Suezo, Golem e Hare; nessuno dei cinque, tuttavia, prende la cosa seriamente e persino Holly appare piuttosto scettica. Il gruppo viene attaccato da un Cattivo, Wood Golem, un mastodontico Mock che pare un incrocio con un Monster Golem; Genki tenta di far usare ai compagni le sue strategie, ma viene ignorato e nel trambusto lui e Mocchi cadono in un fiume, venendo trasportati lontano. I due vengono soccorsi da Allan, che in seguito alla sconfitta di Moo è riuscito a ritrovare e riportare in vita Worm e ora viaggia assieme a lui e al piccolo Worm in cerca di Pietre del Mistero con lo scopo di riportare in vita i Monster e trovare allevatori che si prendano cura di loro. Allan spiega a Genki che il suo nuovo approccio strategico è sbagliato e per dimostrarglielo propone un combattimento amichevole tra Mocchi e il piccolo Worm; Mocchi viene sconfitto, e Genki capisce che la sola cosa davvero utile è saper tirare fuori la grinta dai propri Monster. Riunitisi agli altri, Genki e Mocchi affrontano e mettono in fuga Wood Golem, e tutto si conclude per il meglio. |                   |                  |
| 60                         | La generosità di Golem 「ウィナーズ杯 炎のでこぴん」 - Winaazu hai en no deko pin | 24 giugno 2000    | 31 maggio 2001   |
| 60                         | I protagonisti arrivano nella città dove si terrà il prossimo torneo, la Winner Cup, dove Mocchi gareggerà in coppia con Golem. Il giorno prima del torneo, Mocchi si ammala e viene ricoverato in ospedale. Golem stringe amicizia con Michelle, una ragazza ricoverata in quello stesso istituto: Michelle ha bisogno di un'operazione per guarire, ma si tratta di un intervento molto costoso e Golem decide di procurarsi il denaro vincendo la Winner Cup. Golem vince il primo turno, mentre Mocchi, non riuscito a riprendersi in tempo, perde a tavolino il secondo incontro; Golem affronta perciò il combattimento finale per lo spareggio e, nonostante molte difficoltà, riesce a vincere e ad aggiudicarsi il trofeo e il premio in denaro. Come promesso, Golem dona la somma a Michelle, ma si scopre che si trattava di una truffa e la ragazza ha in realtà orchestrato tutto per derubarlo. Michelle, in fondo commossa dalla generosità di Golem, decide comunque di lasciargli metà del denaro e Golem sceglie di lasciarla andare. |                   |                  |
| 61                         | La scelta di Pink Jam 「負けるなピンクジャム！」 - Makeru na Pinku Jamu! | 1º luglio 2000    | 1 giugno 2001    |
| 61                         | Pink Jam e i suoi guerrieri Jell, in seguito al fiasco alla Rookie Cup, hanno lasciato l'esercito di Durahan e tentano senza successo di condurre una vita normale. In una foresta, Pink Jam e i suoi s'imbattono nei protagonisti e nascondono i loro emblemi di Cattivi per non farsi riconoscere; ignari, Genki e gli altri li invitano ad accamparsi con loro e dividono persino il loro cibo. Pink Jam, commosso dalla loro gentilezza, non ha cuore di rubare la Pietra del Mistero sebbene ne abbia più volte occasione. Il giorno dopo, ognuno prende la propria strada, ma i protagonisti vengono attaccati dai Tombstones, un trio di Cattivi; i Jells intervengono e riescono a salvare il gruppo, ma Pink Jam non riesce a recuperare la Pietra del Mistero, che cade dunque nelle mani dei Tombstones. A questo punto, Pink Jam e i suoi confessano ai protagonisti la propria vera identità, ma assicurano anche di essere cambiati e per dimostrarlo aiutano il gruppo a riprendersi la Pietra del Mistero; nella lotta contro i Tombstones, i loro emblemi di Cattivi finiscono distrutti, provando che i Jells si sono ormai redenti. Recuperata la reliquia, i protagonisti possono riprendere il viaggio e anche Pink Jam e i suoi ripartono, ringraziando il gruppo di averli aiutati a trovare fiducia in loro stessi. |                   |                  |
| 62                         | Un'arma infallibile 「海賊船を取り返せ！」 - Kaizoku sen o torikaese! | 8 luglio 2000     | 4 giugno 2001    |
| 62                         | In cerca di un passaggio per attraversare il mare e raggiungere la città successiva, Genki e gli altri s'imbattono nel capitano Horn; sfortunatamente, però, qualcuno ha rubato il veliero di Horn, e tutto ciò di cui dispone il capitano è una piccola zattera. Pur con qualche perplessità, i protagonisti e Horn si mettono per mare; durante la navigazione, il gruppo ritrova nientemeno che il veliero di Horn. La nave pare disabitata, ma in seguito si scopre che essa è infestata dai Ghost, Cattivi con le sembianze, per l'appunto, di fantasmi. I Ghost riescono a rubare la Pietra del Mistero e a fare prigionieri i protagonisti; riusciti a liberarsi grazie al potere di teletrasporto del capitano Horn, Genki e gli altri pensano a un modo per contrattaccare e Suezo rivela che esiste un potere speciale di cui dispongono soltanto i Monster Suezo e che sarebbe l'arma perfetta, ma non ricorda quale sia. Si scopre che i Ghost vogliono far schiantare il veliero dopo aver fatto man bassa dei tesori di Horn; quando tutto sembra ormai perduto, Suezo ricorda finalmente qual è la sua arma segreta, ovvero la sua orribile voce stonata, e cantando riesce a mettere al tappeto i Ghost. Horn può così riprendersi la sua nave e il suo equipaggio. |                   |                  |
| 63                         | Il ritorno di Naga 「ワールドモンスターズ杯 ナーガふたたび」 - Waarudo monsutaazu hai Naaga futatabi | 15 luglio 2000    | 5 giugno 2001    |
| 63                         | Il gruppo arriva alla città dove si terrà il quarto torneo, la World Monster Cup: anche in questo caso la competizione prevede combattimenti a squadre di due, ma nessuno dei protagonisti risponde ai requisiti per l'ammissione. In cerca di un Monster adatto che accetti di affiancare Mocchi, Genki si azzuffa con un Gaboo, ma viene tirato fuori dai guai da Naga, resuscitato in seguito alla sconfitta di Master Moo e ormai non più Cattivo. Naga può partecipare al torneo e accetta di buon grado di aiutare Genki e gli altri, ma Suezo non è ancora disposto a perdonarlo per tutto quello che ha fatto e rifiuta di dargli il proprio sostegno. Mocchi e Naga arrivano senza difficoltà in finale, scoprendo che gli altri due sfidanti sono Gali, anch'egli tornato in vita, e il suo braccio destro Sandy, un Monster Monol dorato. Gali rivela di essere stato avvicinato da Poison, che gli ha proposto di tornare a essere un Cattivo, ma Gali, che ora è interessato soltanto a incrementare la propria forza, ha scelto di rimandare la decisione a dopo il torneo. Mocchi sconfigge Sandy, portandosi in vantaggio, mentre Naga è messo in seria difficoltà da Gali, che pur di vincere non esita a ricorrere a diverse scorrettezze; alla fine, Naga riesce a sconfiggere il vecchio compagno e a fargli comprendere che la vera forza non può essere acquisita mettendosi al servizio del Male, e Gali ricambia mettendo in fuga Poison e i suoi Zuum, che facevano la posta ai protagonisti fuori dallo stadio. Al momento di separarsi, Naga si congeda e Suezo, costretto suo malgrado a riconoscere che il suo aiuto è stato fondamentale, a modo suo lo ringrazia e gli augura ogni bene. |                   |                  |
| 64                         | Il leggendario Most 「偉大なる白の伝説」 - Idai naru shiro no densetsu | 22 luglio 2000    | 6 giugno 2001    |
| 64                         | Giunti in una città per il quinto torneo, i protagonisti alloggiano in un'area di riposo dove ogni Monster ha la sua zona personale. Durante la notte, una banda malfattori rapisce tutti i Monster Mocchi, tra i quali si trova per l'appunto anche Mocchi; la situazione viene salvata da Most, che usando il suo potentissimo colpo segreto, il Mossama, mette in fuga i briganti. Mocchi chiede a Most di prestargli il ciondolo magico vinto all'ultima Legend Cup, ma Most non può accontentarlo perché il trofeo è custodito da Poritoka, con il quale Most s'incontra soltanto in occasione delle competizioni; Mocchi, allora, lo prega di allenarlo, e Most e gli propone di mettersi insieme in cerca dei briganti. Strada facendo, Most rivela di aver saputo della lotta di Mocchi e del suo gruppo contro Master Moo e che proprio le loro gesta lo hanno ispirato a diventare il campione che è ora. I due trovano il covo dei briganti, dove scoprono altri Monster Mocchi prigionieri, e sbaragliano i malfattori; Mocchi, inoltre, grazie agli insegnamenti di Most impara a usare il Mossama. Mum Mew e Gobi, intanto, hanno deciso di provare a riscattarsi e di recuperare personalmente la Pietra del Mistero, ma si lasciano distrarre dalle attrazioni dell'area di riposo e ben presto dimenticano la loro missione. |                   |                  |
| 65                         | Shogun il potente guerriero 「最強の戦士ショーグン」 - Saikyoo no senshi Shoogun | 29 luglio 2000    | 7 giugno 2001    |
| 65                         | Aiutata da Gobi, Mum Mew decide di provare a usare uno dei guerrieri di Durahan, ma accidentalmente finisce per liberare il più potente e pericoloso, Shogun, un Monster con l'aspetto di un'armatura da samurai. Durahan decide comunque d'inviare Shogun contro i protagonisti, ma per punizione manda con lui anche Mum Mew e Gobi; il generale ordina inoltre a Poison di non farsi mai vedere da Shogun. Si scopre infatti che Shogun è così forte che in passato riuscì a sconfiggere persino Durahan, ma perse la testa per Lilim e il generale approfittò della sua distrazione per sottometterlo: Shogun, infatti, ha un debole per le belle ragazze, da cui la raccomandazione di Durahan a Poison. A causa di un banale incidente, Mum Mew fa cadere Shogun in un fiume e il guerriero s'imbatte nei protagonisti che, ignari, gli offrono aiuto e gli chiedono di allenarli; Shogun accetta, anche se in realtà si tratta solo di un pretesto per fare il cascamorto con Holly, per la quale si è preso una sbandata. Mum Mew e Gobi trovano il modo di spiegargli la situazione e Shogun attacca i protagonisti, ma ha perduto tutta la sua potenza causa del lungo periodo trascorso in ibernazione. Mum Mew, allora, decide di attaccare con gli Zuum; Shogun, deciso a riscattarsi, affronta i Cattivi e la sua determinazione gli permette di ritrovare la sua forza e sconfiggere i nemici. Il samurai riparte quindi per la propria strada, deciso a migliorarsi e a tornare a essere il guerriero più potente del mondo. |                   |                  |
| 66                         | Il ritorno di Gray Wolf 「グレイテスト４兄弟」 - Gurei tesuto 4 kyoodai | 5 agosto 2000     | 8 giugno 2001    |
| 66                         | Il gruppo torna nella città dove hanno vinto la Rookie Cup per prendere parte all'ultimo torneo di qualificazione, il Greatest Four, e Tiger s'iscrive in squadra assieme a Mocchi. Tiger ha anche una sorpresa: al torneo parteciperà anche Gray Wolf, riportato in vita da una ragazza di nome Nina e dal suo Monster, Hopper. Gray Wolf confida al fratello di essere felice con Nina e Hopper e di voler vincere per loro, ma di essere anche molto titubante all'idea di battersi con lui; Tiger, allora, per fargli trovare la determinazione necessaria gli rivela di non sapere con certezza se loro due siano realmente fratelli e in ogni caso hanno ormai preso strade diverse. Il giorno della competizione, Mocchi e Tiger arrivano senza problemi in finale e si scontrano con Hopper e Gray Wolf; il primo round tra Mocchi e Hopper finisce in parità, pertanto tutto è nelle mani di Tiger. Gray Wolf, che ha capito che Tiger è stato tanto severo con lui solo per spronarlo, si batte con tutte le sue forze, ma l'incontro è interrotto da Cyborg Weed, intenzionato a vendicarsi di Gray Wolf per aver respinto la sua offerta di tornare a essere un Cattivo. Risolto il problema, il combattimento riprende e Tiger riesce a battere il fratello, aggiudicandosi la vittoria finale, ma Gray Wolf non serba rancore e promette al fratello che si rivedranno. |                   |                  |
| 67                         | Il segreto di Rosetta 「目指せ一流シェフ！」 - Mezase ichiryū shefu! | 12 agosto 2000    | 11 giugno 2001   |
| 67                         | Durahan invia contro i protagonisti una truppa di Clays comandati da Mew, un Monster Cattivo di dubbia intelligenza con l'aspetto di un gatto umanoide; il gruppo si sbarazza facilmente dei nemici, ma nel parapiglia un Clay finisce addosso a Rosetta, una burbera vecchietta che passava di lì, che si ritrova così alle prese con un brutto mal di schiena. I protagonisti si offrono di riportarla a casa e scoprono così che Rosetta è una provetta pizzaiola; Golem, appassionato di cucina, la implora d'insegnargli a preparare la pizza e in cambio si offre di farle da assistente a un'imminente gara gastronomica a cui Rosetta intende partecipare. Dopo un'iniziale titubanza, Rosetta accetta e gli svela che il suo ingrediente segreto è un fungo che cresce solo nelle vicinanze e che lei utilizza nella preparazione della salsa per la pizza; i Clays origliano la conversazione e nottetempo rubano il barattolo con i funghi, ingiungendo ai protagonisti di cedere la Pietra del Mistero in cambio della sua restituzione. Grazie a una pensata di Holly, che sostituisce la vera Pietra del Mistero con un dolce preparato da lei, Genki, Suezo, Hare, Mocchi e Tiger riescono a riprendersi il barattolo e a riportarlo a Rosetta e a Golem in tempo per la gara: la pizza di Rosetta è un successo e l'anziana cuoca vince la competizione. |                   |                  |
| 68                         | Incontro con Granity 「ビーナスとの戦い」 - Biinasu to no tatakai | 19 agosto 2000    | 12 giugno 2001   |
| 68                         | I protagonisti vengono attaccati da un esercito di Evil Hares ai comandi di Metainer, un Cattivo capace di attaccarsi come una zecca al nemico e di prenderne il controllo, e vengono tirati fuori dai guai da Granity. Metainer decide allora di sfruttare la potenza di Granity e l'attacca, possedendola e costringendola ad attaccare Genki e gli altri. I protagonisti tentano di rimuovere Metainer dal suo corpo, ma Granity è troppo potente; alla fine, la coscienza di Big Blue, rimasta viva in lei, riesce a farle riprendere il controllo di sé e Granity si sbarazza di Metainer. Ormai inoffensivo, Metainer viene messo in fuga e Granity, dopo aver salutato il gruppo, riparte per trovare e combattere i Cattivi. |                   |                  |
| 69                         | L'audace scommessa di Mum Mew 「ママニャーの危険な賭け」 - Mama Nyaa no kiken na kake | 26 agosto 2000    | 13 giugno 2001   |
| 69                         | Mum Mew, Gobi e Cyborg Weed mettono una taglia sui protagonisti, facendoli passare per una banda di ricercati. L'idea funziona e Genki e gli altri vengono attirati in trappola da un cordiale albergatore e dal suo Monster, che riescono a metterli fuori gioco con un sonnifero. Mum Mew, Gobi e Cyborg Weed rifiutano ovviamente di pagare e l'albergatore sguinzaglia loro contro il suo Monster per poi sfoderare, letteralmente, l'artiglieria pesante. Il trio, costretto a procurarsi in qualche modo il denaro, tenta una rapina in banca, che tuttavia fallisce perché i tre vengono preceduti da un'altra banda; tuttavia, il capo dei ladri provoca Mum Mew, la quale, per tutta risposta, s'infuria e da sola mette al tappeto l'intera banda rivale, aggiudicandosi così una ricompensa. Mum Mew, Gobi e Cyborg Weed pagano finalmente l'albergatore e quest'ultimo consegna i protagonisti, ma si scopre che nel frattempo l'effetto del sonnifero è finito e il gruppo è già ripartito. Mum Mew, Gobi e Cyborg Weed sono così costretti a tornare da Durahan con la coda tra le gambe. |                   |                  |
| 70                         | Un avversario difficile 「レジェンド杯 モッチーVSポリトカ」 - Rejendo hai Mocchii VS Poritoka | 2 settembre 2000  | 14 giugno 2001   |
| 70                         | Mocchi può finalmente partecipare alla Legend Cup: per aggiudicarsi il trofeo e il ciondolo magico dovrà sconfiggere uno dopo l'altro i campioni in carica, ovvero Poritoka e Most. In città, il gruppo incontra Poritoka, che si rivela tuttavia arrogante e spocchioso; Suezo, furioso, s'introduce nella sua villa per dargli una lezione, ma viene sorpreso e malmenato. Suezo è comunque riuscito a vedere e memorizzare l'arma segreta di Poritoka, ossia il suo Colpo di Coda, ed è quindi in grado di allenare Genki e Mocchi. Il giorno della competizione, allo stadio si presentano in incognito anche Mum Mew, Gobi e Poison, inviati da Durahan per rubare sia la Pietra del Mistero che il trofeo con il ciondolo magico, che il generale ha scoperto grazie alle informazioni avute da Mum Mew: i tre, però, dovranno intervenire soltanto a torneo concluso, così da approfittare della stanchezza dei contendenti. Mocchi affronta per primo Poritoka: grazie all'allenamento di Suezo, Mocchi tiene testa all'avversario e vince, accedendo al combattimento finale contro Most. |                   |                  |
| 71                         | Il coraggio di Mocchi 「レジェンド杯 モッチーVSモスト」 - Rejendo hai Mocchii VS Mosuto | 16 settembre 2000 | 15 giugno 2001   |
| 71                         | I protagonisti hanno una giornata di riposo prima del combattimento finale contro Most, e Mocchi insiste con gli allenamenti nonostante sia uscito piuttosto malconcio dallo scontro con Poritoka. Il gruppo ha modo di assistere alle prestazioni di Most durante un incontro di beneficenza tra il campione e altri sfidanti, scoprendo che Most è così potente da tenere testa senza difficoltà a più avversari contemporaneamente; tutto ciò, però, non fa altro che aumentare la determinazione di Mocchi. Poco prima dell'inizio della competizione, Most confida a Mocchi di essere preoccupato per lui: durante una precedente Legend Cup, infatti, Most si scontrò con un altro Monster Mocchi che, sebbene chiaramente inferiore, rifiutò di arrendersi e rimase infine ucciso. Most non vuole che accada lo stesso a Mocchi e lo prega di ritirarsi, ma Mocchi rifiuta. Il combattimento ha luogo: Mocchi viene atterrato più volte, ma non si arrende e contrattacca con tale energia da costringere Most a ricorrere al Mossama. Incoraggiato da Genki e gli altri, Mocchi riesce a sua volta a usare il Mossama, ma viene infine sconfitto: il campione è ancora una volta Most. |                   |                  |
| 72                         | Il ricongiungimento 「再会」 - Saikai | 23 settembre 2000 | 18 giugno 2001   |
| 72                         | Mocchi non ha vinto la Legend Cup, ma né Holly né gli altri gli serbano rancore e si complimentano anzi con lui per il suo coraggio e per aver saputo dare del filo da torcere a Most. Durahan invia Mum Mew, Gobi e Poison a rubare il trofeo a Most, ma i tre vengono sorpresi e sconfitti facilmente dal campione; prima di scappare, Mum Mew si lascia sfuggire che il loro obiettivo è il ciondolo magico, che servirà loro per riportare in vita l'anima malvagia di Moo. Most decide allora di consegnare il gioiello ai protagonisti e mette loro a disposizione il proprio velivolo per aiutarli a raggiungere un tempio per la resurrezione. Durante il volo, il gruppo viene attaccato da Durahan; grazie a un'idea di Golem, i protagonisti riescono a sfruttare il teletrasporto di Suezo per sabotare il velivolo del generale, riuscendo ad arrivare al tempio. La Pietra del Mistero viene attivata e grazie al potere del ciondolo il padre di Holly torna in vita. |                   |                  |
| 73                         | La forza dell'amore 「最後の戦い」 - Saigo no tatakai | 30 settembre 2000 | 19 giugno 2001   |
| 73                         | Ora che il padre di Holly è libero, il gruppo deve scoprire come sigillare definitivamente l'anima malvagia. Durahan e i suoi riescono a rubare il ciondolo e la Pietra del Mistero e Durahan si fonde con l'anima malvagia, acquistando un nuovo corpo e assorbendo dentro di sé Mum Mew, Gobi, Poison e Cyborg Weed; l'anima malvagia, però, è troppo potente e Durahan ne perde il controllo. Mocchi, Suezo, Hare, Tiger e Golem si fondono ancora una volta nella Fenice: gli spiriti di Durahan e dei suoi luogotenenti, comprendendo l'enormità dell'errore commesso, si uniscono a Genki, Holly e suo padre per donare alla Fenice la propria energia, riuscendo ad annientare una volta per tutte il Male. Durahan e i suoi rinascono come Monster buoni, gli ultimi Cattivi vengono purificati, Mocchi, Suezo, Hare, Tiger e Golem tornano in vita e Genki, compiuta anche questa missione, torna nel mondo reale; d'ora in poi, però, potrà sempre tornare ogni volta che vorrà nel mondo dei Monster Rancher grazie al CD-ROM del gioco con l'immagine di Mocchi e potrà continuare a vivere le sue avventure al fianco dei suoi amici. |                   |                  |

## Doppiaggio
| Personaggio | Doppiatore originale | Doppiatore italiano |
| ----------- | -------------------- | ------------------- |
| Genki       | Chisa Yokoyama       | Monica Ward         |
| Holly       | Mariko Kouda         | Monica Ward         |
| Suezo       | Wataru Takagi        | Edoardo Nordio      |
| Tiger       | Kazuki Yao           | Edoardo Nordio      |
| Mocci       | Yuri Shiratori       | Marina Giordana     |
| Master Moo  | Juurouta Kosugi      | Saverio Indrio      |
| Henger      | Kenichi Ogata        | Manfredi Aliquò     |
| Golem       | Naoya Uchida         | Andrea Ward         |
| Hare        | Nozomi Sasaki        | Andrea Ward         |

## Colonna sonora

### Sigla italiana
Monster Rancher di Tao (usata sia in apertura sia in chiusura).

### Sigle di apertura
1. "Kaze ga Soyogu Basho" di Miho Komatsu (episodi 1-28)
2. "Picnic" di Rumania Montevideo (episodi 29-37)
3. "Close to Your Heart" di Rina Aiuchi (episodi 38-48)
4. "NAME" di Takashi Utsunomiya (episodio 49)
5. "FLUSH" di Takashi Utsunomiya (episodi 50-73)

### Sigle di chiusura
1. "Flame of Love" dei Sweet Velvet (episodi 1-15)
2. "Digital Musical Power" di Rumania Montevideo (episodi 15-36)
3. "Wonderin' Hands" dei 4D-JAM (episodi 37-48)
4. "Tada Sugiyuku Tameni ~Only For the Sake of Passing~" di Takashi Utsunomiya (episodio 49)
5. "Be Truth" di Takashi Utsunomiya (episodi 50-73)

## Home video

### Giappone

#### VHS
Gli episodi di Monster Rancher sono stati pubblicati per il mercato home video nipponico in edizione VHS dal 27 novembre 1999 al 20 febbraio 2000, fermandosi al sesto volume e lasciando così la serie incompleta.
| N° | Data             | Episodi | Fonte |
| -- | ---------------- | ------- | ----- |
| 1  | 27 novembre 1999 | 1-2     | [ 3 ] |
| 2  | 27 novembre 1999 | 3-4     | [ 5 ] |
| 3  | 10 dicembre 1999 | 5-6     | [ 6 ] |
| 4  | 10 dicembre 1999 | 7-8     | [ 7 ] |
| 5  | 28 gennaio 2000  | 9-10    | [ 8 ] |
| 6  | 20 febbraio 2000 | 11-12   | [ 4 ] |

#### DVD
Successivamente gli episodi sono stati pubblicati in edizione DVD dal 23 maggio 2008 al 23 ottobre 2009 divisi in tre box.
| N° | Data            | Episodi | Fonte  |
| -- | --------------- | ------- | ------ |
| 1  | 23 maggio 2008  | 1-24    | [ 9 ]  |
| 2  | 27 giugno 2008  | 25-48   | [ 11 ] |
| 3  | 23 ottobre 2009 | 49-73   | [ 10 ] |

### Italia
La serie è stata distribuita per il mercato home video italiano in VHS nel 2002, fermandosi al primo volume contenente i primi 2 episodi e lasciando così la serie incompleta.
| N° | Data | Episodi |
| -- | ---- | ------- |
| 1  | 2002 | 1-2     |

Successivamente, è stata distribuita in DVD nel giugno 2004, fermandosi al primo volume contenente i primi 3 episodi e lasciando così la serie incompleta.
| N° | Data        | Episodi |
| -- | ----------- | ------- |
| 1  | giugno 2004 | 1-3     |